# Albaro
Albaro (Arbâ in genovese, pronuncia /arbaː/) è un quartiere residenziale di 28 189 abitanti del comune di Genova, compreso nel Municipio VIII Medio Levante.
Con la denominazione di San Francesco d'Albaro è stato comune autonomo fino al 1873, quando insieme ai comuni di San Martino d'Albaro, Staglieno, Foce, Marassi e San Fruttuoso fu accorpato a quello di Genova.
Centro rurale, ma già sede fin dal Cinquecento di prestigiose residenze patrizie, dopo l'annessione a Genova è divenuto uno dei più eleganti quartieri residenziali cittadini.

## Descrizione del quartiere
(Anton Giulio Brignole Sale, "Le instabilità dell'ingegno", pubblicato per Giacomo Monti e Carlo Zenzero, 1630)
(L'Italia descritta e dipinta con le sue isole, Tomo V, Stati del Re di Sardegna, Giuseppe Pomba & C editori, Torino, 1838)

### Territorio

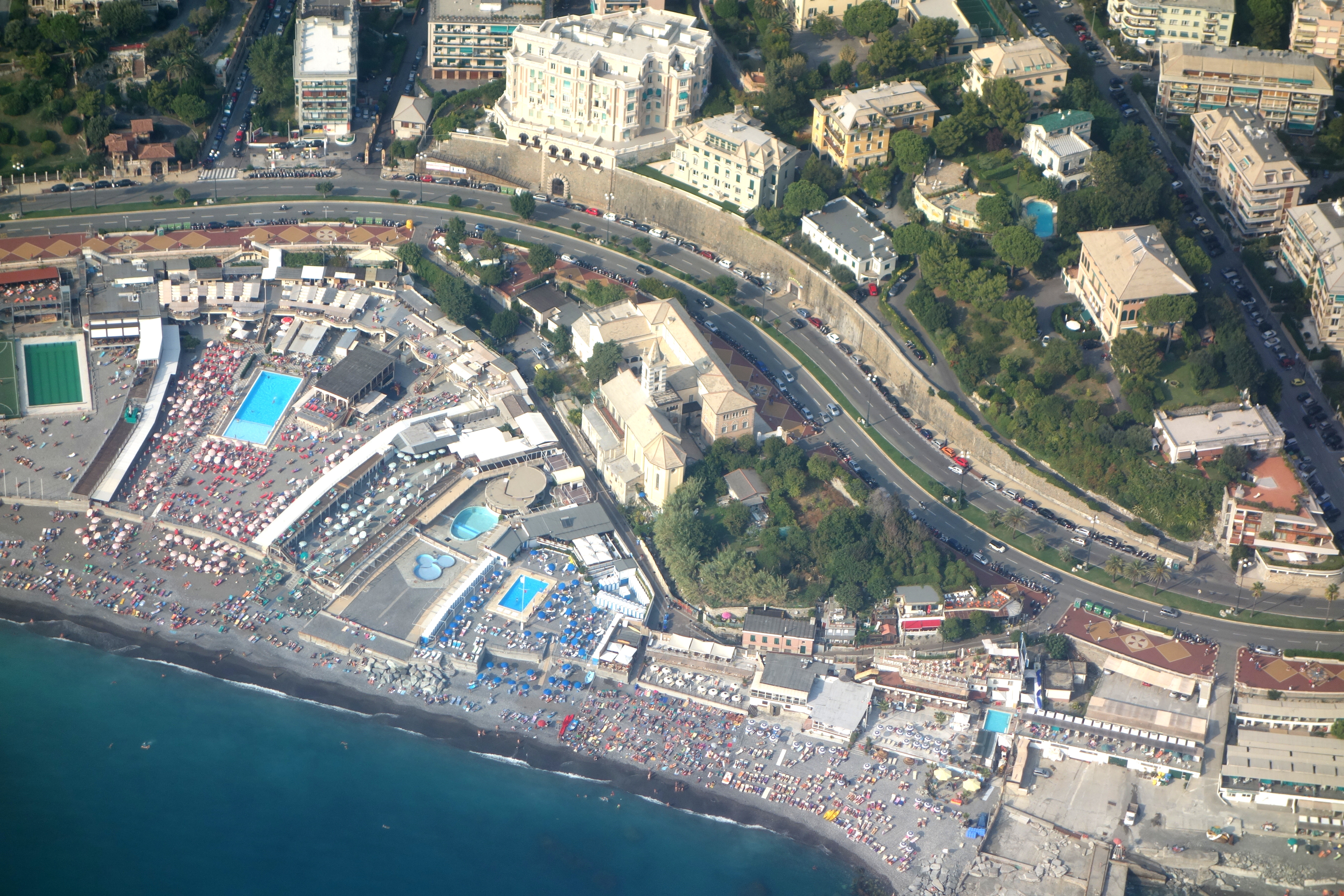
Veduta aerea della zona di San Giuliano

Albaro comprende la parte più meridionale dell'omonima collina, che forma un mosso altopiano digradante verso il mare, ultima propaggine della dorsale che separa le valli dei torrenti Bisagno e Sturla. La collina termina a mare con alte scogliere, alternate a piccole spiagge, un tempo raggiungibili solo attraverso strette crêuze tra gli orti e i giardini, mentre oggi l'intera linea di costa è percorsa dal lungomare di corso Italia.
L'ex circoscrizione comprende la maggior parte del territorio dell'antico comune di San Francesco d'Albaro, ad eccezione delle frazioni di Borgo Pila con parte della piana del Bisagno (ora completamente urbanizzata e aggregata al quartiere della Foce) e Vernazzola, borgo marinaro, oggi accorpato nel quartiere di Sturla.
L'attuale territorio di Albaro confina a levante con Sturla, a nord con San Fruttuoso e San Martino, a ponente con la Foce, mentre a sud si affaccia sul mare. Più in dettaglio l'asse di via Podgora, via Nizza, via Francesco Pozzo e via Dassori delimitano il quartiere verso la Foce, corso Gastaldi verso San Fruttuoso, parte di via Montallegro e via Serretto verso San Martino, via San Pio X, via Sclopis e via al Capo di Santa Chiara verso Sturla. Il territorio dell'ex circoscrizione di San Francesco d'Albaro è suddiviso, unicamente a scopo statistico, nelle quattro "unità urbanistiche" Albaro, San Giuliano, Lido e Puggia.
Il quartiere è caratterizzato da un tessuto urbano prevalentemente residenziale, di elevato livello qualitativo, in cui accanto alle storiche dimore patrizie sono sorti nell'ultimo secolo eleganti condomini e palazzine, molti dei quali circondati da ampi spazi verdi esclusivi.

## Origini del nome
Riguardo all'origine del toponimo, lo storico Federico Donaver nel volume Vie di Genova, pubblicato nel 1912, cita lo storico locale Gaetano Poggi secondo il quale il nome Albaro deriva "da raibà che significa insenatura; onde arbà in dialetto, italianizzato in Albaro. Trovandosi la località a levante dove spunta l'alba, in dialetto arba, non potrebbe derivare il nome da ciò?".
Quest'ultima ipotesi sembrerebbe trovare supporto nella posizione della collina di Albaro, a levante del centro storico di Genova. Non esistono comunque fonti che attestino con certezza l'origine del toponimo.
Sempre il Donaver riferisce di una famiglia di nome Albaro, nota fin dall'XI secolo, originaria però della riviera di Ponente, ma egli stesso si domanda se sia questa ad aver preso il nome dalla località o al contrario ve l'abbia dato.

## Storia

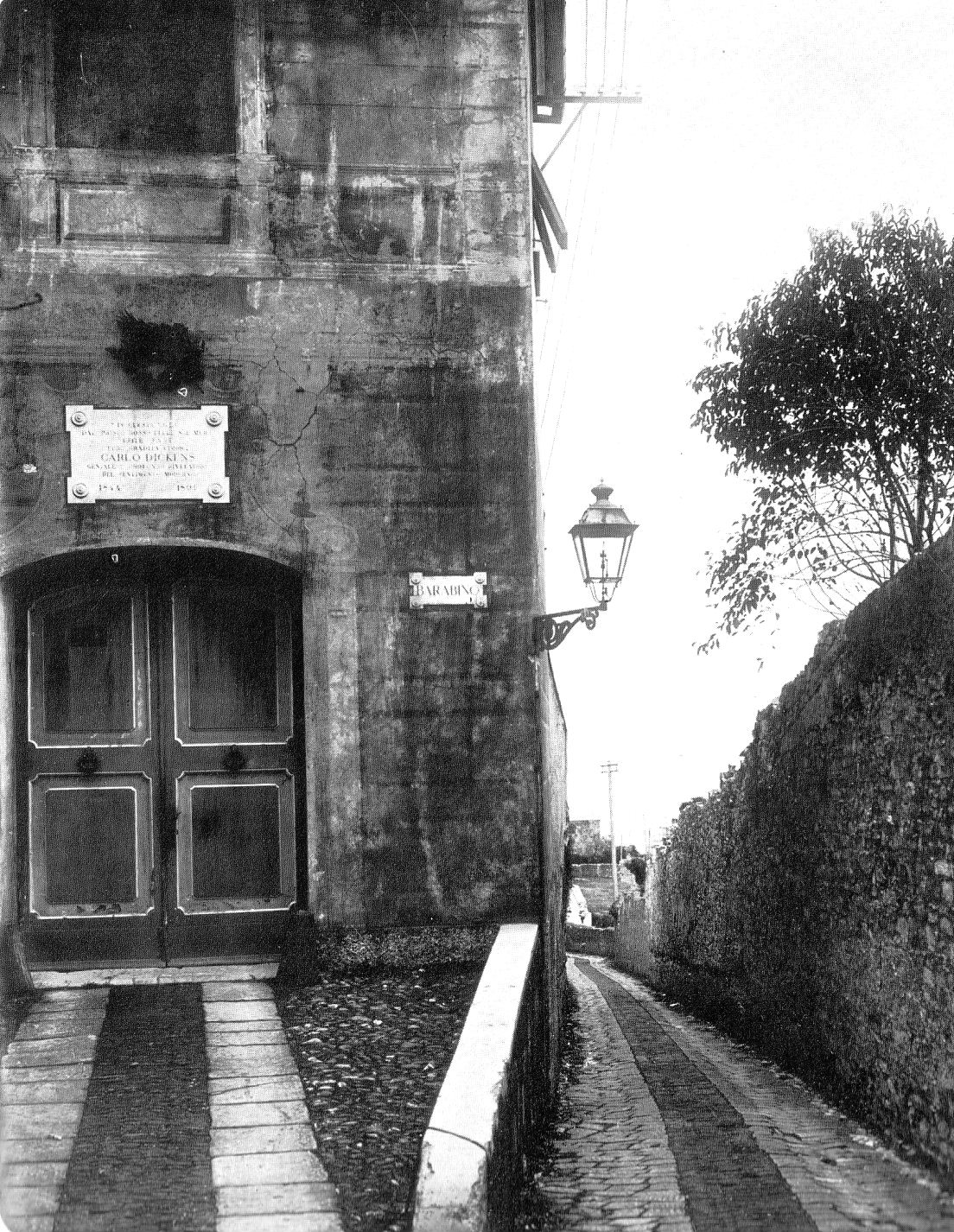
Immagine ottocentesca della villa Bagnarello, dove soggiornò Charles Dickens.

### Le origini
Fino al XIV secolo la collina di Albaro, raggiungibile solo da San Martino lungo stradine di campagna tra orti e vigneti, era scarsamente popolata, con poche case rustiche isolate al centro dei poderi ed alcune chiese appartenenti a ordini monastici. Il litorale, con le sue alte scogliere, non permetteva la presenza di insediamenti: solo all'estremità orientale, dove le rocce scendevano al livello del mare permettendo l'approdo delle barche, venne a formarsi il borgo di pescatori di Boccadasse.
Tra il XVI e il XVIII secolo le famiglie dell'oligarchia che governava la Repubblica di Genova fecero costruire grandi palazzi di villeggiatura nei dintorni della città e la collina di Albaro divenne uno dei loro luoghi di villeggiatura preferiti. In quei secoli Albaro, visto dal colle di Carignano, nell'incisione di Antonio Giolfi eseguita nel Settecento, presentava gruppi di ville e case isolate tra le quali spuntavano i campanili delle numerose chiese, oggi in gran parte scomparse.
Così descrive la zona il Giustiniani, vescovo e storico, nei suoi Annali (1537):
(Agostino Giustiniani, Annali della Repubblica di Genova, 1537)

### L'Ottocento
Con la discesa in Italia di Napoleone, nel 1797 ebbe fine la storia plurisecolare della Repubblica di Genova, che ribattezzata Repubblica Ligure passò di fatto sotto il controllo della Francia repubblicana e nel 1805 annessa all'Impero francese. Nel 1814, a seguito delle decisioni del Congresso di Vienna la ex Repubblica Ligure napoleonica passò al Regno di Sardegna, e con essa anche il comune di San Francesco d'Albaro, così descritto dal Casalis nel 1849:
Salubre è l'aria che vi si respira; ma vi dominano i venti sciroccali, che danneggiano i vigneti, gli oliveti, ed i terreni coltivati a campo: nell'invernale stagione vi soffiano i venti di greco e di tramontana, che danneggiano gli agrumi, e gli ortaggi. Si mantiene poco bestiame: riescono di mediocre qualità i vini di questo comune: l'olio d'olivo e gli ortaggi si smerciano in Genova.
Popolazione 4355.»
(Goffredo Casalis, "Dizionario geografico, storico, statistico e commerciale degli stati di S.M. il Re di Sardegna", Volume XVIII, 1849)
La "Marinetta" vide Guido Gozzano (nell'immagine sopra al centro) tra i suoi più assidui frequentatori. Scrive Edoardo Firpo:
Il futuro poeta era stato una prima volta da bambino a Cornigliano e si era innamorato della città; da adulto iniziò a recarsi a Genova soprattutto nei mesi invernali per godere del beneficio dell'aria marina e trovare sollievo alla malattia che lo affliggeva (la tubercolosi) e che lo avrebbe portato alla morte a soli 32 anni.
Alla "Marinetta", conosciuta come l'Osteria dei poeti, Gozzano fece molte amicizie e in quell'ambiente trovò ispirazione per diverse sue poesie pubblicate sulla rivista La Riviera Ligure di Mario Novaro e sulla "Rassegna Latina" diretta da Martini. A Genova Gozzano ritornerà per l'ultima volta nel 1916, l'anno della sua morte, mentre i suoi amici erano ancora al fronte.
Nella prima metà dell'Ottocento venne realizzata la prima strada di attraversamento del quartiere, che veniva a porre fine al secolare isolamento veicolare della zona. La "strada Principale", perpendicolare alle antiche crêuze che scendevano verso il mare, seguiva il tracciato delle attuali vie Albaro, Bocchella e Pisa collegando Genova con Sturla, e costituiva un tratto della cosiddetta via Aurelia.
Nel 1873, con un Regio Decreto, il comune di Genova si espandeva oltre il confine del Bisagno, inglobando, oltre San Francesco d'Albaro, i comuni della Foce, San Martino, San Fruttuoso, Marassi e Staglieno, dando avvio a una fase di sviluppo edilizio che negli ultimi decenni del secolo portò alla realizzazione nella piana del Bisagno di un nuovo quartiere con pianta a scacchiera, con strade ampie, rettilinee e pianeggianti, inedite nella Genova storica.

#### La Marinetta
Per tutto l'Ottocento tra gli orti e i giardini di Albaro e sulla riva del mare vi erano tante piccole osterie. Tra le più rinomate c'erano la "Passaggia" e quella detta "del Parroco", ma la più celebre era la "Marinetta", che il poeta Edoardo Firpo così cantava:
Il ristorante San Giuliano, conosciuto come la Marinetta, detto anche l'osteria dei poeti, al quale sono legati diversi nomi della cultura genovese e italiana, sorgeva sulle scogliere accanto al forte San Giuliano, dov'è oggi corso Italia.
La Marinetta sopravvisse solo di poco alla costruzione di corso Italia, che proprio in quel punto supera le scogliere e la piccola spiaggia su grandi arcate in cemento.

### Il Novecento
Il progetto di espansione verso levante interessò nel nuovo secolo la collina di Albaro: il piano regolatore del 1906, che si poneva l'obiettivo di realizzare la piena integrazione del quartiere con il centro cittadino, diede inizio ad una fase di sviluppo urbanistico con la realizzazione di abitazioni destinate ai ceti medi nella parte più a monte della collina ed a quelli più benestanti lungo la nuova strada litoranea (corso Italia) e nelle sue vicinanze.
Il proposito era quello di creare un quartiere disteso tra il mare e la collina, con ampi viali adatti al crescente traffico automobilistico e con una ricca dotazione di verde, destinato alle famiglie dell'alta borghesia cittadina.
Dopo la strada litoranea venne realizzata una nuova trama viaria funzionale all'espansione edilizia, che andò a sovrapporsi agli antichi percorsi: vennero così aperte la strada intermedia che tagliava le antiche crêuze e i poderi ed una serie di strade di collegamento da mare a monte, aprendo la via alla moderna lottizzazione: scomparsi orti e parchi, si è così sviluppato, com'era nelle premesse, un quartiere residenziale considerato il più elegante ed esclusivo della città.
Dato il recente sviluppo urbanistico, pochi degli abitanti di Albaro, con la sola eccezione del borgo di Boccadasse, possono considerare il quartiere come luogo di origine della propria famiglia.

## Monumenti e luoghi d'interesse

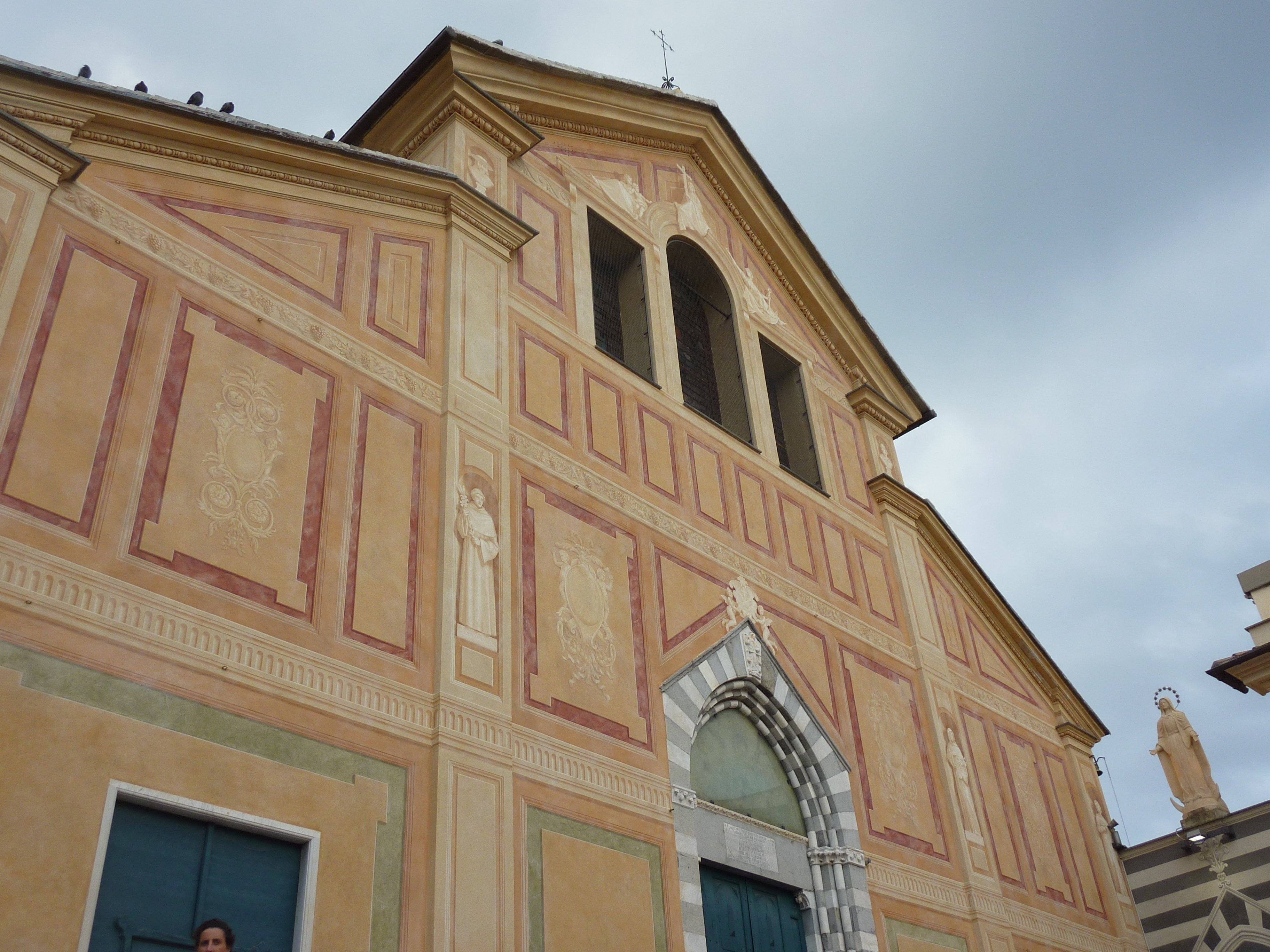
La facciata della chiesa di San Francesco d'Albaro

### Architetture religiose
E certo che tanto numero di luoghi sacri basterebbe per comodità di una città: ma i cittadini Genovesi nelle loro ville sono troppo accomodati.»
(Agostino Giustiniani, "Annali della Repubblica di Genova", 1537)
- Chiesa parrocchiale di San Francesco d'Albaro. Fu costruita nel 1324 sul sito di una precedente chiesa intitolata a san Michele. Totalmente ricostruita nel 1476, subì nei secoli vari interventi di restauro e fu arricchita di nuove decorazioni, in particolare nel XVIII secolo. Nel 1544 divenne parrocchiale, acquisendo il titolo dell'antica chiesa dei Santi Nazario e Celso, caduta in rovina. Affidata fin dall'inizio ai frati minori conventuali, questi dovettero abbandonarla nel 1810 per le leggi di soppressione napoleoniche, ma vi fecero ritorno già dal 1817, restandovi da allora senza interruzioni.[15][16][17] Nella chiesa sono conservati un ciclo di affreschi settecenteschi di Giuseppe Galeotti ed opere di Giovanni Battista Carlone, Domenico Fiasella, Alessandro Magnasco, Anton Maria Maragliano e Antonio Brilla.[15]

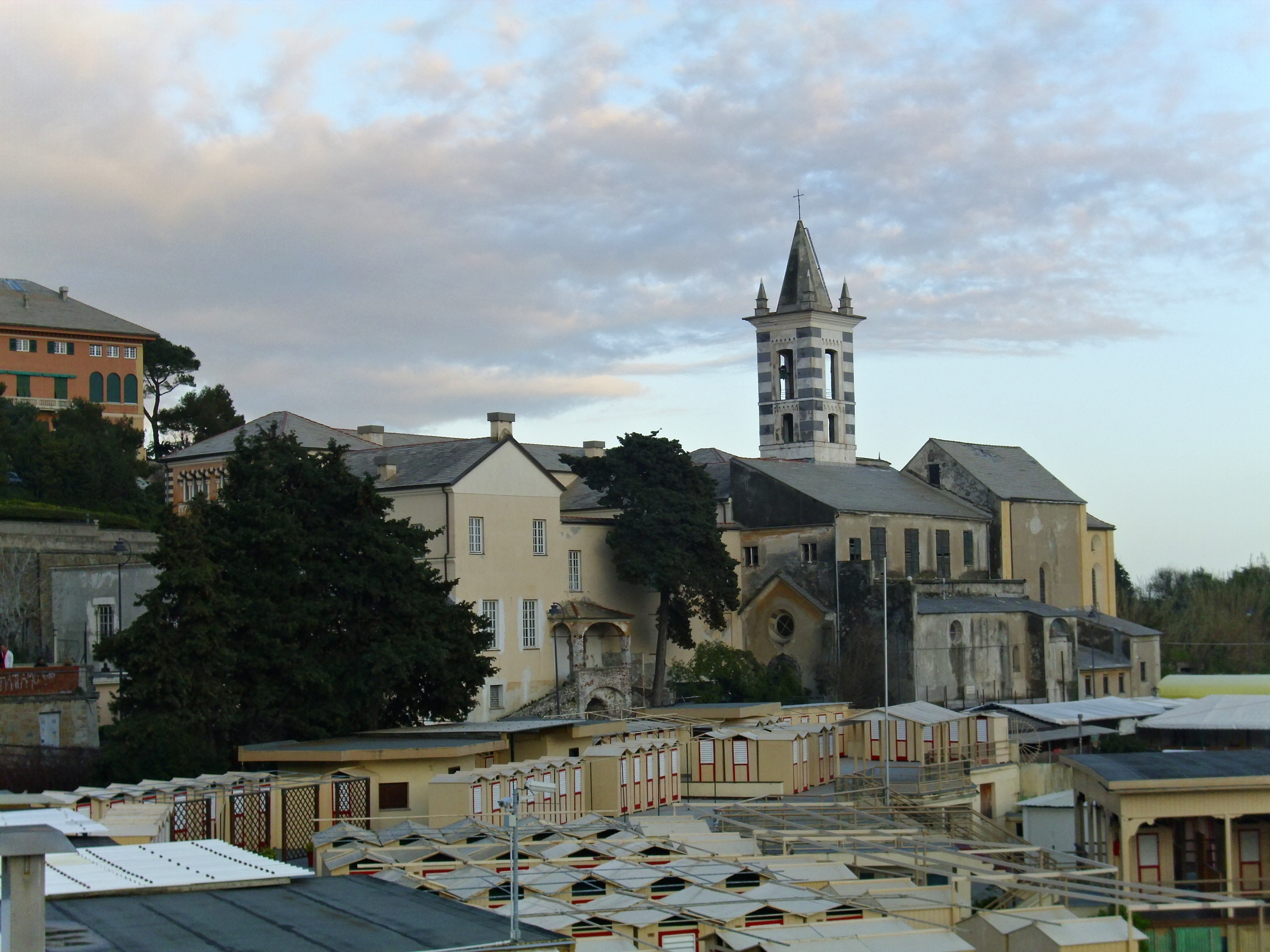
L'abbazia di San Giuliano

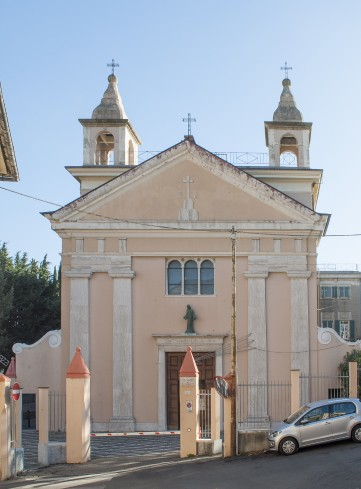
Chiesa parrocchiale di Gesù in via Padre Semeria

- Chiesa parrocchiale di Gesù in via Padre SemeriaChiesa parrocchiale di Gesù Adolescente. In via padre Giovanni Semeria (già via Montallegro), è stata costruita nel 1939 ed è parrocchiale dal 1977; è officiata dai chierici regolari di San Paolo conosciuti come "Barnabiti", dei quali ospita la comunità genovese.
- Chiesa parrocchiale di Sant'Antonio in Boccadasse. Anch'essa affidata ai frati minori conventuali, è tra i pochi edifici religiosi ancora esistenti (insieme con l'abbazia di San Giuliano), tra i tanti che prima dell'apertura di corso Italia sorgevano sulle scogliere di Albaro. In origine una semplice cappella, edificata agli inizi del XVIII secolo dai pescatori e dagli abitanti di Boccadasse, nel 1787 fu ampliata e trasformata in una vera e propria chiesa, dipendente da San Francesco d'Albaro; divenne parrocchia il 25 marzo 1894 per decreto dell'arcivescovo Tommaso Reggio. Unica chiesa a Genova intitolata al santo di Padova, fu più volte restaurata ed ampliata fra il 1880 e il 1978. Ha un'unica navata, il pavimento in marmi policromi e conserva al suo interno diverse opere d'arte tra le quali statue di Francesco Storace e Antonio Canepa. Alle pareti sono appesi come ex voto diversi modellini di navi.
- Chiesa parrocchiale di Nostra Signora del Rosario, in via Rosselli, fu edificata tra il 1954 e il 1957; parrocchiale dal 1968, fu consacrata il 20 aprile 1974 dal cardinale Giuseppe Siri. All'interno si trova una Via Crucis in pietra di Finale dello scultore Giovanni Battista Airaldi[18], autore anche del fonte battesimale in travertino e bronzo.[19]
- Chiesa parrocchiale dei Santi Pietro e Teresa del Bambin Gesù. La chiesa, con la duplice intitolazione all'apostolo Pietro e a santa Teresa di Lisieux, fu edificata nella zona di via Guerrazzi tra il 1955 e il 1958. La nuova chiesa veniva a dare una sede definitiva alla parrocchia, con sede provvisoria in via Pisa, istituita fin dal 1941 dal cardinale Pietro Boetto. La chiesa fu consacrata 5 giugno 1965 dal cardinale Siri.[20][21]
- Chiesa parrocchiale di San Pio X. La chiesa intitolata al santo papa Pio X, che sorge nell'omonima via, nella zona di levante del quartiere, fu edificata su progetto di Marcello Belleri tra il 1957 e il 1959. I lavori di costruzione iniziarono con la posa e benedizione della prima pietra il 19 marzo 1957 e si conclusero due anni più tardi. La nuova chiesa fu eretta in parrocchia con decreto arcivescovile del 21 giugno 1959 e consacrata il 12 marzo 1966.[22]

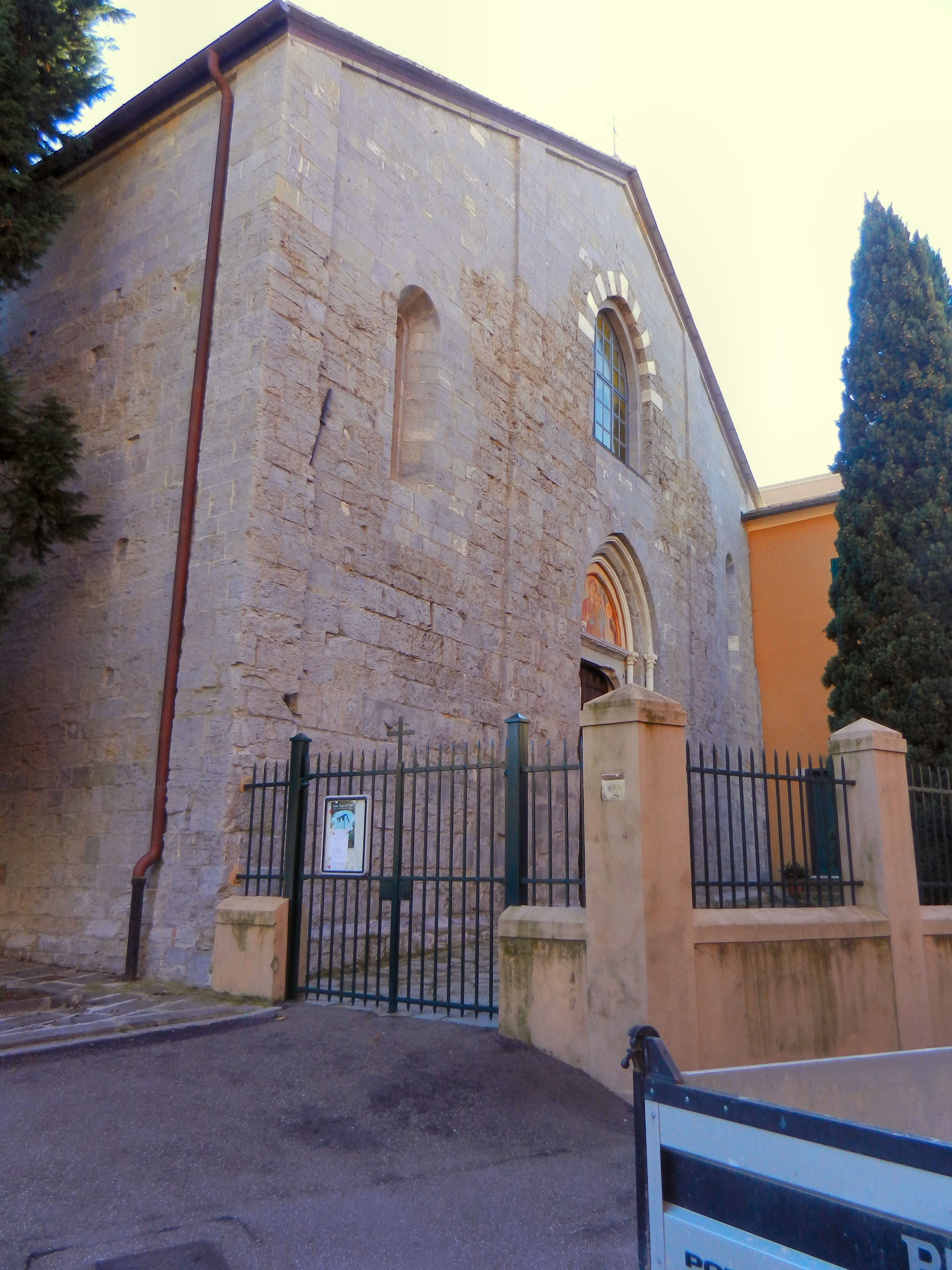
La chiesa di Santa Maria del Prato

- Abbazia di San Giuliano. Fondata nel 1240 dai frati francescani[15] passò nel 1308 ai cistercensi e nel 1429 ai benedettini, che tra alterne vicende vi rimasero fino al 1939, con una lunga interruzione tra il 1798 e il 1844, a causa delle leggi di soppressione emanate dalla Repubblica Ligure, che portarono all'esproprio dell'edificio, infine riacquistato dai monaci.[23][24] Per le nuove leggi di soppressione del 1855 il complesso rischiò ancora una volta la chiusura, ma anche questa volta i benedettini riuscirono a riacquistarlo[25]. Il complesso si presenta oggi nel suo aspetto quattrocentesco, in stile romanico-gotico, ed è formato dal convento, dalla chiesa e da un piccolo chiostro. La chiesa, a navata unica, ha un portale cinquecentesco in pietra nera[15] e il campanile cuspidato a bande bianche e nere.
- Chiesa di Santa Maria del Prato. Fu costruita nel 1172 dai canonici regolari di Santa Croce di Mortara, detti Mortariensi, con il finanziamento di ricchi cittadini. Dal XVII secolo venne data in commenda ad ecclesiastici secolari e per il complesso ebbe inizio un periodo di decadenza, durato fino alla prima metà del XVIII secolo, quando ne ottennero il giuspatronato i De Fornari.[15][23][26] Nel 1730 l'abate Carlo Maria De Fornari la fece restaurare, trasformandola in forme barocche. Il complesso visse un periodo di discreto benessere fino al 1880, quando, venute meno le rendite, fu chiuso e venduto alle monache clarisse, che vi rimasero fino al 1935. Ad esse subentrarono le Suore dell'Immacolata, dette "Immacolatine". Negli anni a cavallo della seconda guerra mondiale il complesso venne completamente restaurato, recuperando le originarie forme romaniche.[26] L'edificio è interamente in conci di pietra squadrati e completamente privo di decorazioni, tranne il portale contorrnato da colonnine marmoree con capitelli corinzi, al di sopra del quale, nella lunetta, si trova un dipinto murale raffigurante la Madonna Odigitria, di ispirazione bizantina.[26] L'interno ha pianta basilicale a tre navate, separate da alti pilastri cruciformi, con capitelli sferocubici; il presbiterio è suddiviso su due livelli: in quello inferiore, impropriamente denominato cripta, è collocata la tomba di sant'Agostino Roscelli, fondatore delle immacolatine.[26]
- Chiesa del Santissimo Sacramento. Annessa al monastero delle suore sacramentine, sorto verso la fine dell'Ottocento per volontà della nobildonna Antonietta Celesia De Ferrari, l'attuale chiesa è stata edificata nel 1958. Al suo interno viene ininterrottamente esposto il Santissimo Sacramento, per consentire l'adorazione continua non solo alle monache, ma anche ai semplici fedeli.

#### Chiese non più esistenti

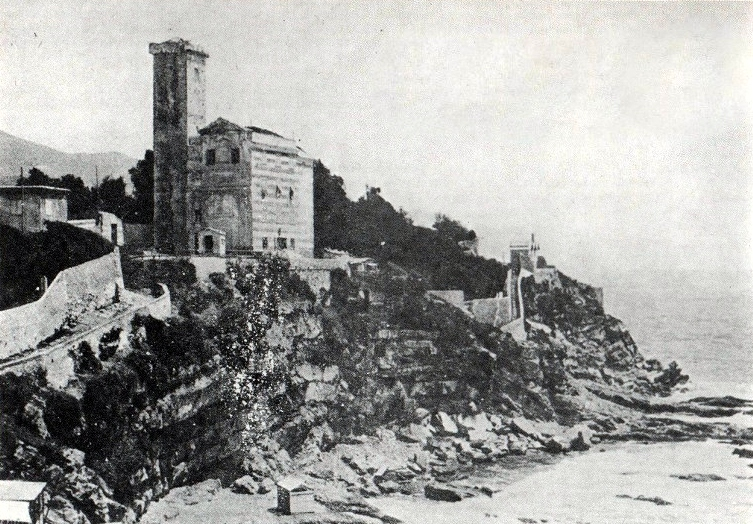
La chiesa dei Santi Nazario e Celso e la torre in una fotografia di fine Ottocento

- Chiesa dei Santi Nazario e Celso, il cui primo impianto era risalente al X secolo. Ricostruita nel XVII secolo, venne demolita nel 1914 per l'apertura di corso Italia.
- Chiesa di Santa Giusta. Sorgeva nei pressi dell'attuale via Lavinia ed apparteneva alla Compagnia di Gesù. Chiamata dai Gesuiti "Residenza d'Albaro", risultava officiata fino alla fine del Settecento[27], ma già nell'Ottocento non ne restava traccia.[23]
- Chiesa di San Luca d'Albaro. In via superiore Panigalli (oggi via San Luca d'Albaro) esisteva una chiesa dedicata all'evangelista Luca, fondata nel 1302 grazie ad un lascito di Tedisio Camilla e con il contributo di Giovanni Spinola. Passata ai domenicani nel 1460, fu ingrandita nel 1513; allontanati i frati nel 1799, la chiesa, ceduta dal demanio a privati, fu demolita nel 1824.[23][28].
- Chiesa di Sant'Elena. Demolita anch'essa nell'Ottocento, nei pressi di via Camilla, in origine annessa ad un piccolo monastero di monache cistercensi; era stata fondata nel XIV secolo da Filippo Cattaneo.[23][28] Nel XVI secolo le monache si trasferirono nel convento di Santa Maria in Passione e ad esse subentrarono i benedettini, che vi rimasero fino al 1799.[23] La chiesa fu ancora officiata fino al 1822; il complesso intorno alla metà dell'Ottocento fu trasformato in abitazioni ed oggi non ne rimane traccia.[23]
- Chiesa di San Vito. Sorgeva alle pendici occidentali del colle di Albaro ed era annessa ad un convento dei domenicani chiuso nel 1797 e trasformato in abitazione. La chiesa era stata costruita nel Quattrocento sul sito di una precedente cappella dai benedettini, che la cedettero ai domenicani nel 1475; la chiesa, in stile gotico, con un alto campanile, dopo la chiusura del convento rimase in abbandono fino al 1879, quando fu trasformata in abitazione.[23] Sul suo sito sorge oggi la villa Ollandini.

### Architetture civili

#### Palazzi e ville

##### Le ville storiche
(Jacob Gråberg, "Lettera al r.do p. Bernardo Laviosa c.r.s. socio di molte accademie, sopra i piaceri della villeggiatura d'Albaro presso Genova", 1810)

Trattenimento in un giardino di Albaro, di Alessandro Magnasco.

All'inizio del XVI secolo, con il consolidarsi della ricchezza in città, i ricchi genovesi, appartenenti alle famiglie dell'oligarchia che governava la repubblica, iniziarono a far costruire grandi palazzi di villeggiatura nei dintorni della città, chiamando a progettarli i migliori architetti dell'epoca. La collina di Albaro, per la sua vicinanza alla città, divenne uno dei siti di villeggiatura preferiti dai genovesi più abbienti, che qui avevano casa e che d'estate erano usi appunto a "recarsi in villa" per trascorrere la stagione calda. Inizialmente legate a fondi agricoli, nel tempo molte di esse sono state trasformate in dimore nobiliari di altissimo pregio, arricchite da preziose opere d'arte e da parchi e giardini curatissimi. La costruzione delle ville proseguì nei secoli successivi, raggiungendo il suo culmine nel Settecento.

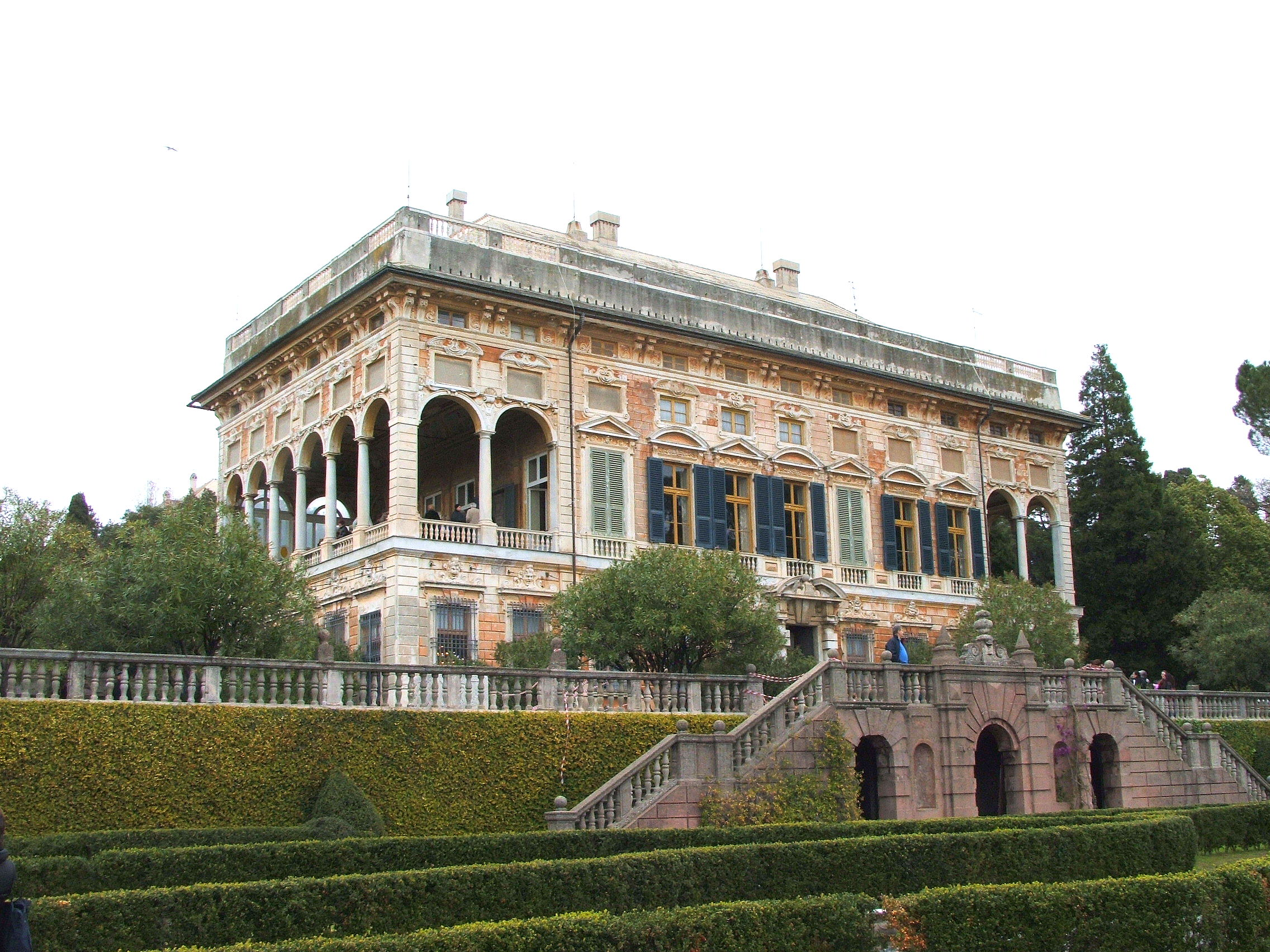
Villa Saluzzo Bombrini, detta Il Paradiso.

Le famiglie patrizie non lesinarono le risorse destinate alla costruzione delle loro case, un immenso patrimonio edilizio e storico che comprende ancora oggi gli oltre centotrenta palazzi del centro storico e le oltre duecento ville suburbane, quasi la metà delle quali tra Albaro e Nervi. Le crêuze che scendono al mare restano i percorsi più fitti di ville nobiliari, racchiuse fra alti muri interrotti da cancellate che lasciano appena intravedere le facciate dei palazzi.
Il pennello di Alessandro Magnasco ha lasciato un'istantanea della vita e dell'ambiente in cui la società ricca trascorreva la sua villeggiatura nella prima metà del XVIII secolo. Nel dipinto Trattenimento in un giardino di Albaro (1735), conservato a palazzo Tursi, si vedono piccoli gruppi di persone in un giardino (identificato come quello della villa Saluzzo Bombrini) intente a conversazioni, danze e giochi di carte, sullo sfondo della piana del Bisagno, nella zona di San Fruttuoso, ancora tutta coltivata a orti.
Nel corso dell'Ottocento alla società aristocratica immortalata dal pennello del Magnasco si sostituì la ricca borghesia imprenditoriale. Sorsero così eleganti villini, mentre i palazzi storici, troppo grandi per le nuove necessità, venivano divisi in appartamenti o ceduti a comunità religiose.
Ancora oggi le ville storiche appartenute all'aristocrazia genovese, ristrutturate, in parte sono suddivise in appartamenti, altre ospitano scuole private, cliniche e case di riposo. Se i palazzi si sono conservati, con le lottizzazioni e l'espansione urbanistica sono in gran parte andati persi i loro rigogliosi giardini; alcuni di quelli sopravvissuti sono oggi parchi pubblici.

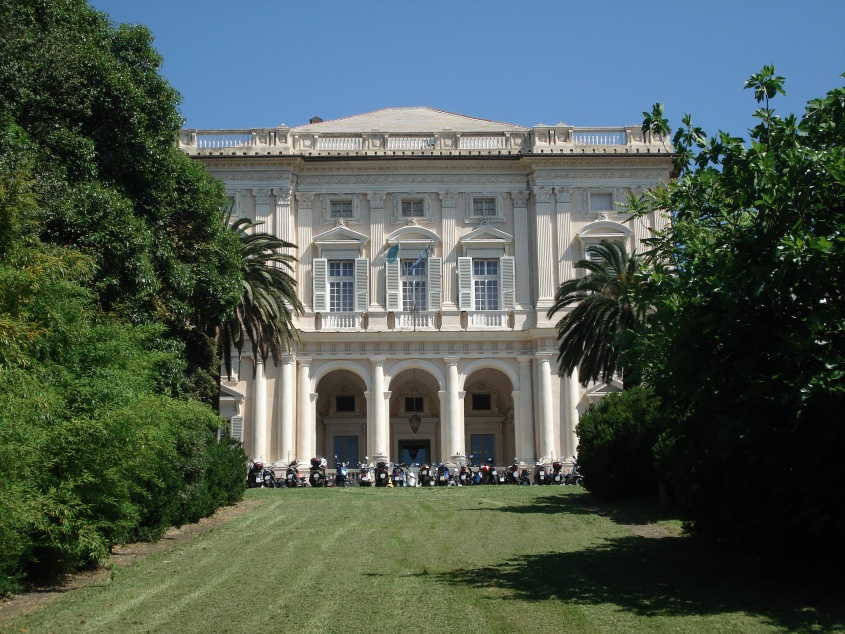
La villa Giustiniani-Cambiaso, sede della facoltà di ingegneria dell'università di Genova.

- Villa Giustiniani-Cambiaso. Ubicata in posizione dominante, al culmine della valletta Cambiaso, il suo parco è accessibile da via Montallegro, nei pressi della chiesa di San Francesco d'Albaro. Fu costruita nel 1548 su disegno di Galeazzo Alessi per Luca Giustiniani. La proprietà passò nel 1787 alla famiglia Cambiaso e nel 1921 al Comune di Genova; oggi appartiene alla Fondazione Carige ed è sede della facoltà di ingegneria dell'Università di Genova.[30] Il vasto parco che la circondava venne fortemente ridimensionato dall'espansione urbanistica degli anni trenta del Novecento. La struttura elaborata dall'architetto perugino per questa villa, con la sua forma cubica tripartita da lesene, divenne il modello per la costruzione di altre ville e palazzi nel territorio genovese.[15][30]
- Villa Saluzzo Bombrini, detta il Paradiso, si trova in posizione dominante alla confluenza delle vie Albaro e Francesco Pozzo. Fu costruita per Giacomo Saluzzo da Andrea Ceresola, detto il Vannone, nell'ultimo decennio del XVI secolo[15]; nel 1837 divenne proprietà del marchese Henri de Podenas, nel 1886 fu venduta dagli eredi del nobile francese alla famiglia Bombrini, nelle cui mani è rimasta fino al 2005 quando è stata acquisita da una società immobiliare. Nel 2007 fu infine venduta a privati per destinarla ad abitazioni e uffici.[31] Attualmente per la sua destinazione ad uso privato, non è visitabile. Circondata da un ampio parco, è un tipico esempio di architettura tardo manierista. All'interno è decorata da affreschi seicenteschi di Lazzaro Tavarone, Bernardo Castello e Giovanni Andrea Ansaldo.[15][32] In uno degli appartamenti in cui è suddivisa la villa ha vissuto da giovane il cantautore Fabrizio De André[33]

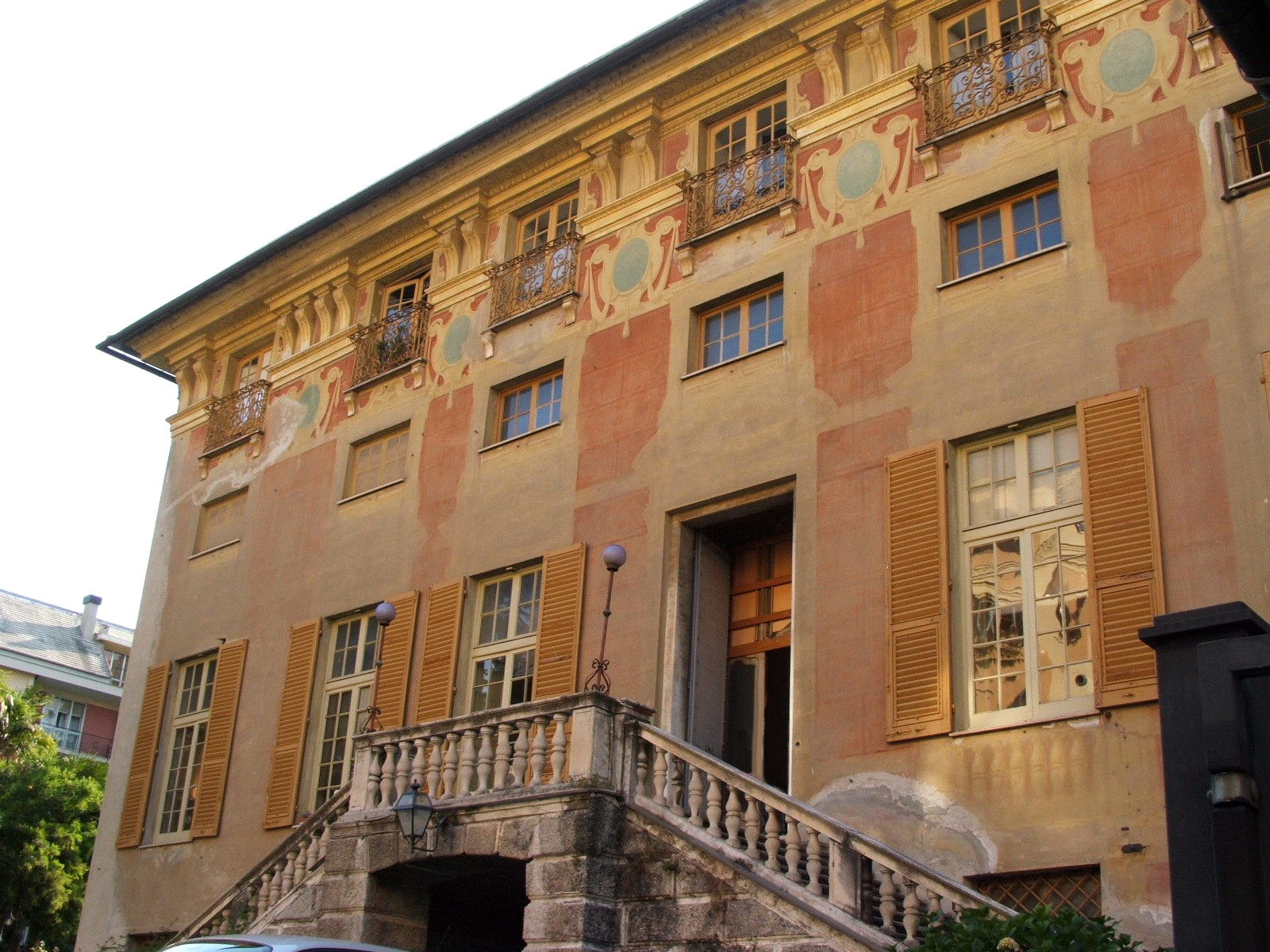
Villa Saluzzo Mongiardino

- Villa Saluzzo Mongiardino. Al civico 1 di via Albaro, di fronte all'ingresso della villa Saluzzo Bombrini, sorge la villa Saluzzo Mongiardino, costruita anch'essa per la famiglia Saluzzo all'inizio del XVIII secolo[34], divenuta nel 1871 proprietà dei Brian. Il nome Mongiardino deriva dagli affittuari che la occuparono dagli anni trenta agli anni settanta del XX secolo. Ancora oggi di proprietà privata e suddivisa in appartamenti, quindi non visitabile, è nota più che per le sue caratteristiche architettoniche e la ricca decorazione barocca degli interni per il soggiorno di George Byron, tra il 1822 e il 1823, prima di imbarcarsi per partecipare alla guerra per l'indipendenza della Grecia[15], dove sarebbe morto nell'aprile del 1824 per una grave malattia, come ricordato da un'epigrafe apposta sulla facciata della villa.[35]
- Villa Brignole Sale. In via San Nazaro 20, fu realizzata all'inizio del Seicento con il rifacimento di un precedente edificio cinquecentesco acquistato nel 1584 dal marchese Giulio Sale. La villa passò alla figlia Geronima e al genero Gio. Francesco Brignole, che vi apportò numerose modifiche. Questi, insieme al figlio Anton Giulio ospitò nella villa illustri uomini di cultura del suo tempo, tra i quali il poeta savonese Gabriello Chiabrera.[36][37][38] Nel 1882 fu venduta alle suore marcelline e trasformata in un educandato femminile; è ancora oggi un istituto scolastico privato, con asilo nido, scuola materna e scuola primaria[37][38] Alcune parti dell'edificio vennero distrutte da un bombardamento nel 1942 e ricostruite nel dopoguerra rispettando per quanto possibile la struttura originaria.[36][37]

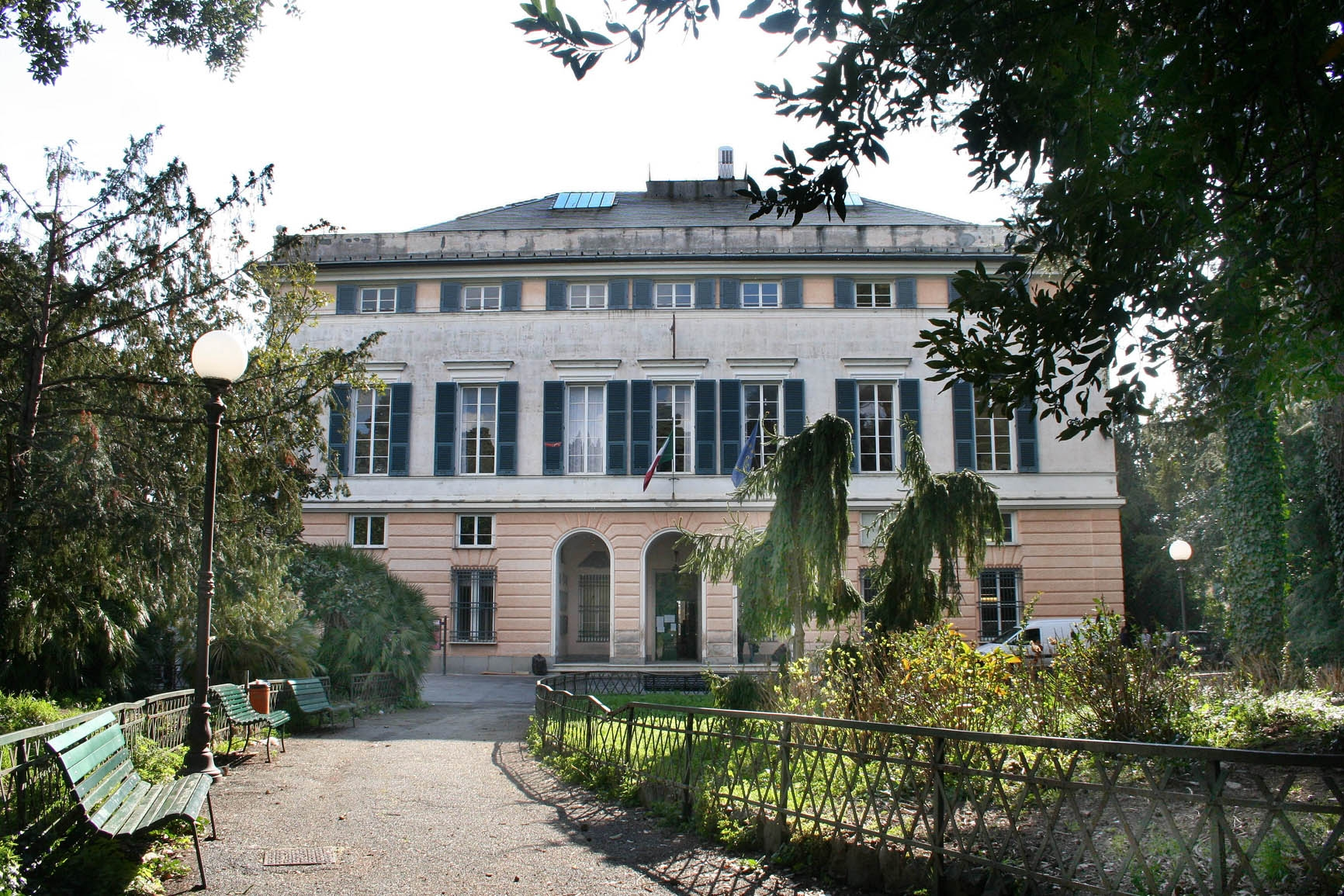
Villa Bombrini, sede del conservatorio Niccolò Paganini.

- Villa Bagnarello. Raggiungibile dalla villa Brignole Sale scendendo verso il mare lungo via San Nazaro, risale nel suo nucleo centrale al XVI secolo ma ha subito nel corso del tempo numerosi rimaneggiamenti. Una porta carraia che si apre sulla via dà accesso ad un cortile delineato dalle antiche scuderie e dal corpo centrale della villa, da dove uno scalone conduce ad un ampio ballatoio dov'è l'ingresso principale.[36] La villa è conosciuta soprattutto per il soggiorno genovese di Charles Dickens, che vi dimorò da luglio a settembre del 1844 con la sua famiglia (la moglie Catherine e i cinque figli)[39]. La sua breve permanenza a villa Bagnarello è ricordata da una targa su cui si può leggere: "In questa villa / nel prisco rosso delle sue mura / ebbe gradita dimora / Carlo Dickens / geniale e profondo rivelatore / del sentimento moderno".[36] Al primo impatto con Genova, come scrisse lui stesso, lo scrittore non ebbe un'impressione positiva della città e della sua dimora nel sobborgo genovese, da lui definita "the pink jail" ("la prigione rosa"):

… E questo è tutto quanto mi riesce di ricordare, fino al momento in cui fui deposto in un piazzale d'aspetto triste, ingombro di erbacce, che faceva parte di una sorta di prigione rosa; e mi fu detto che io abitavo lì.»
(Charles Dickens, Pictures from Italy, 1846)
A questo seguirono altri commenti non proprio lusinghieri, ma la permanenza in quel luogo, con la magnifica vista del mare blu e la piacevole brezza marina, lo fece ricredere fino a rimpiangerlo al momento della partenza. Nella villa di Albaro scrisse il romanzo breve Le campane (The Chimes), pubblicato a dicembre del 1844; nei suoi scritti ha lasciato anche una descrizione dell'ambiente circostante, ancora non toccato dall'urbanizzazione.

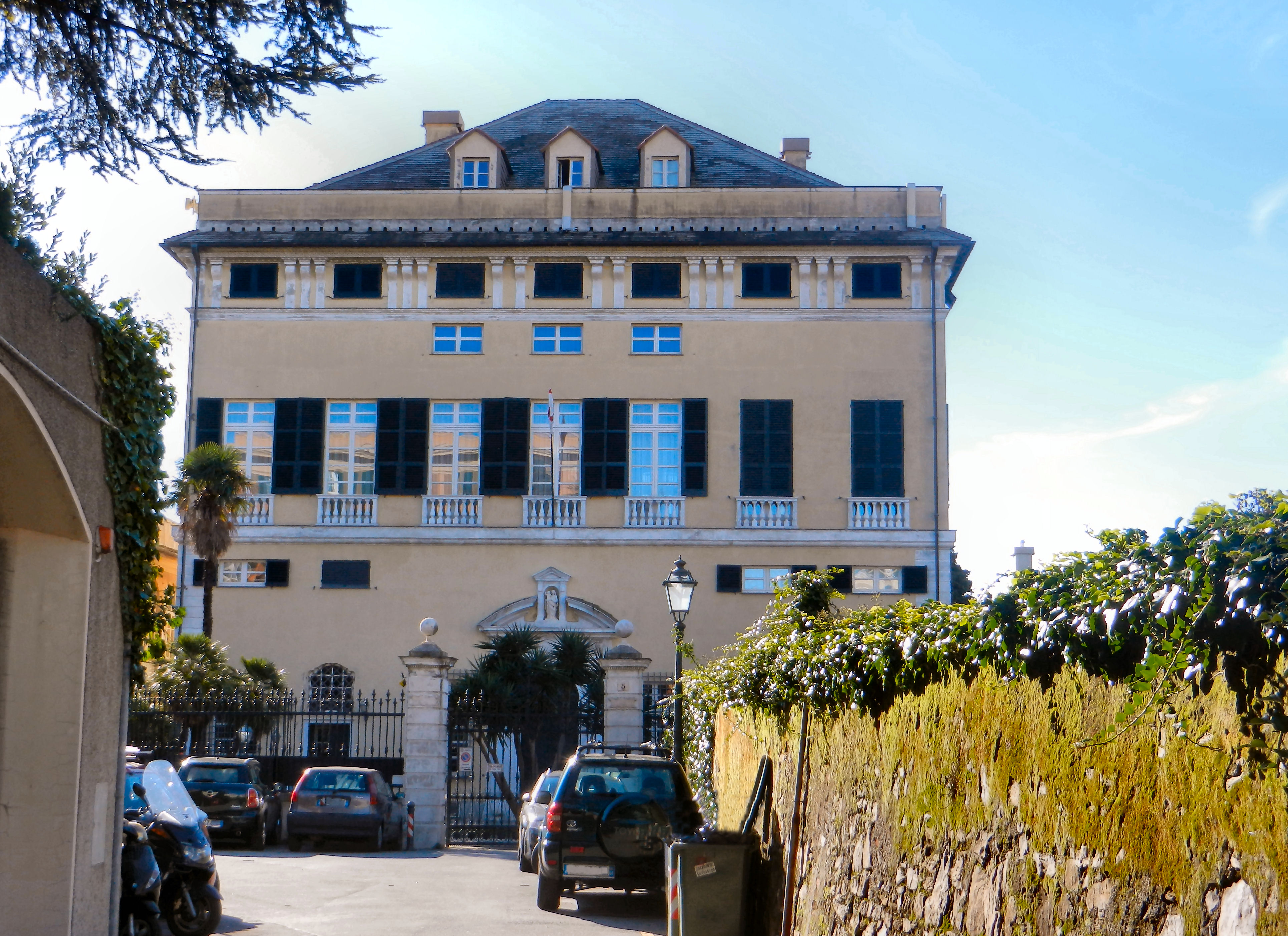
La villa Rebuffo Gattorno

- Villa Allgeyer-Fuckel. In via dei Maristi, venne costruita verso la fine del XVII secolo ed era in origine una villa di campagna. Nel 1728 risultava di proprietà del doge Gerolamo Veneroso. Nel 1901 venne acquistata dalla famiglia Fuckel, che la fece ristrutturare dall'architetto Riccardo Haupt, che vi aggiunse anche un nuovo scalone marmoreo e una torre belvedere. Requisita durante la prima guerra mondiale, essendo i Fuckel cittadini germanici, venne loro restituita nel primo dopoguerra. Nel 1939 Anna Allgeyer, vedova del Fuckel, la vendette ai padri maristi.[42]
- Villa Sauli Bombrini Doria, conosciuta come Villa Bombrini, via Albaro 36, attuale sede del conservatorio Niccolò Paganini.
- Villa Brignole Sale "Interiano", Via Parini 17, seicentesca, dalla grande volumetria di stampo alessiano[15], sede dal 1922 del "Conservatorio Interiano" (pensionato per studentesse universitarie)[43].
- Villa Carrega Cataldi, Via Albaro 11 e 13, del XVII secolo, sede dal 1967 al 1993 della Società Ligure di Storia Patria.
- Villa Cordano, via Parini 21, di origine seicentesca ma più volte rimaneggiata nel corso dei secoli; negli anni trenta del Novecento divenne un collegio del "Pio Istituto Artigianelli"[44], fondato da don Francesco Montebruno[45]. Oggi ospita il "Centro giovanile Montebruno" ed un asilo nido, rivolto in particolare a famiglie in condizioni disagiate, gestito dall'Associazione Circolo Oasis S. M. di Castello[46].
- Villa Raggio, via Pisa 56, cinquecentesca di origine ma ristrutturata da Riccardo Haupt tra il 1898 e il 1900, sede provvisoria del conservatorio Paganini negli anni della seconda guerra mondiale, è stata trasformata, non senza polemiche, in abitazioni private, dopo essere stata per molti anni un istituto ospedaliero privato.[15][47][48]
- Villa Rebuffo Gattorno, Via Parini 5, seicentesca, con un ampio giardino antistante, ospita una residenza universitaria.
- Villa Soprani, via Camilla 14, costruita all'inizio del XVII secolo, conserva un ciclo di affreschi di Giovanni Carlone del 1616 circa con Scene dalle Metamorfosi di Ovidio.[15]
- Villa Stuarta Ravano. Cinque-seicentesca, ampliata nel Novecento.
- Villa Grimaldi Spinola, via Corridoni 5, costruita verosimilmente nel XVI secolo, opere di Andrea Semino e Lazzaro Calvi.

Ville storiche di Albaro nelle foto di Paolo Monti, 1963
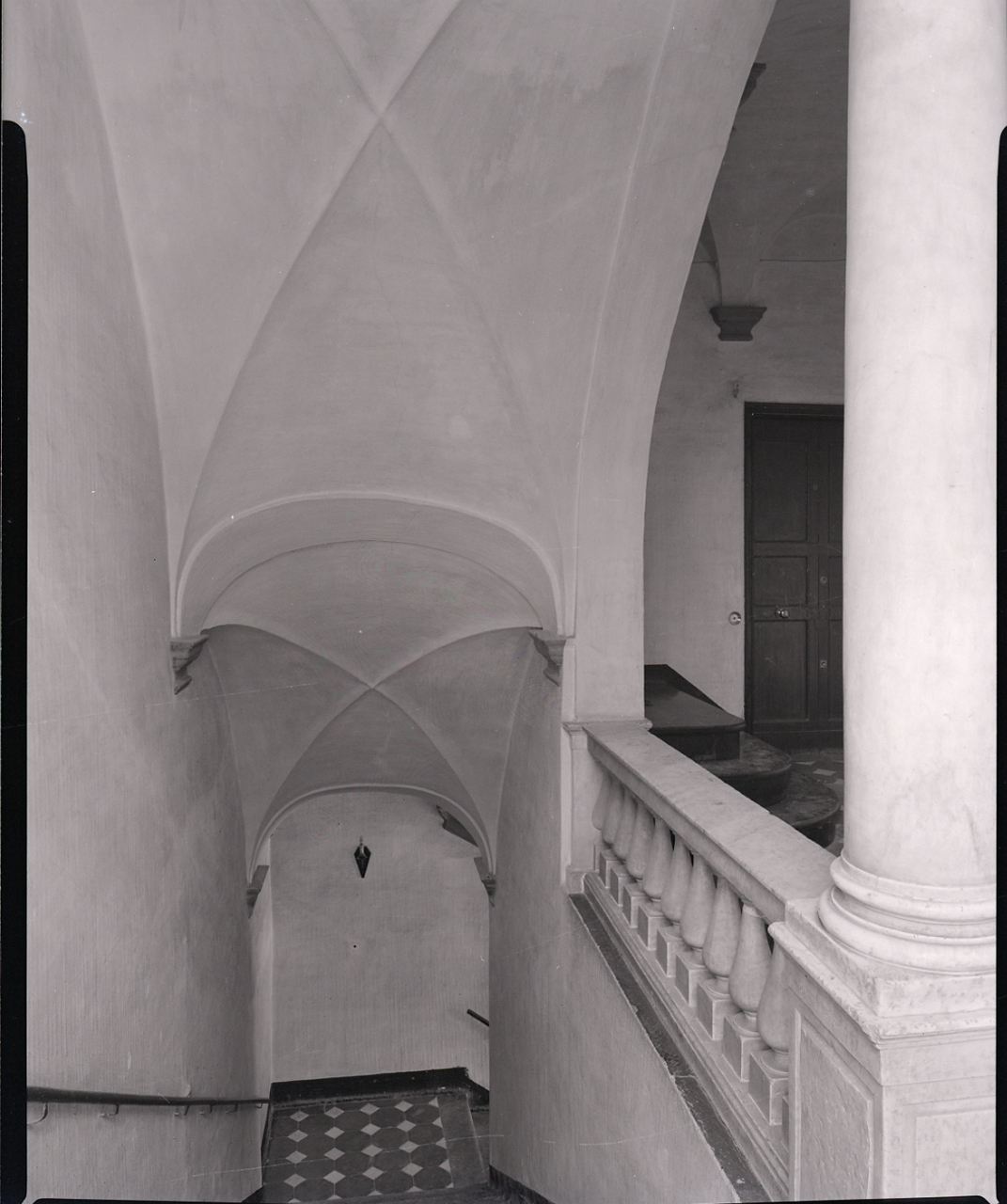
Villa Bagnarello Petracchi, scala
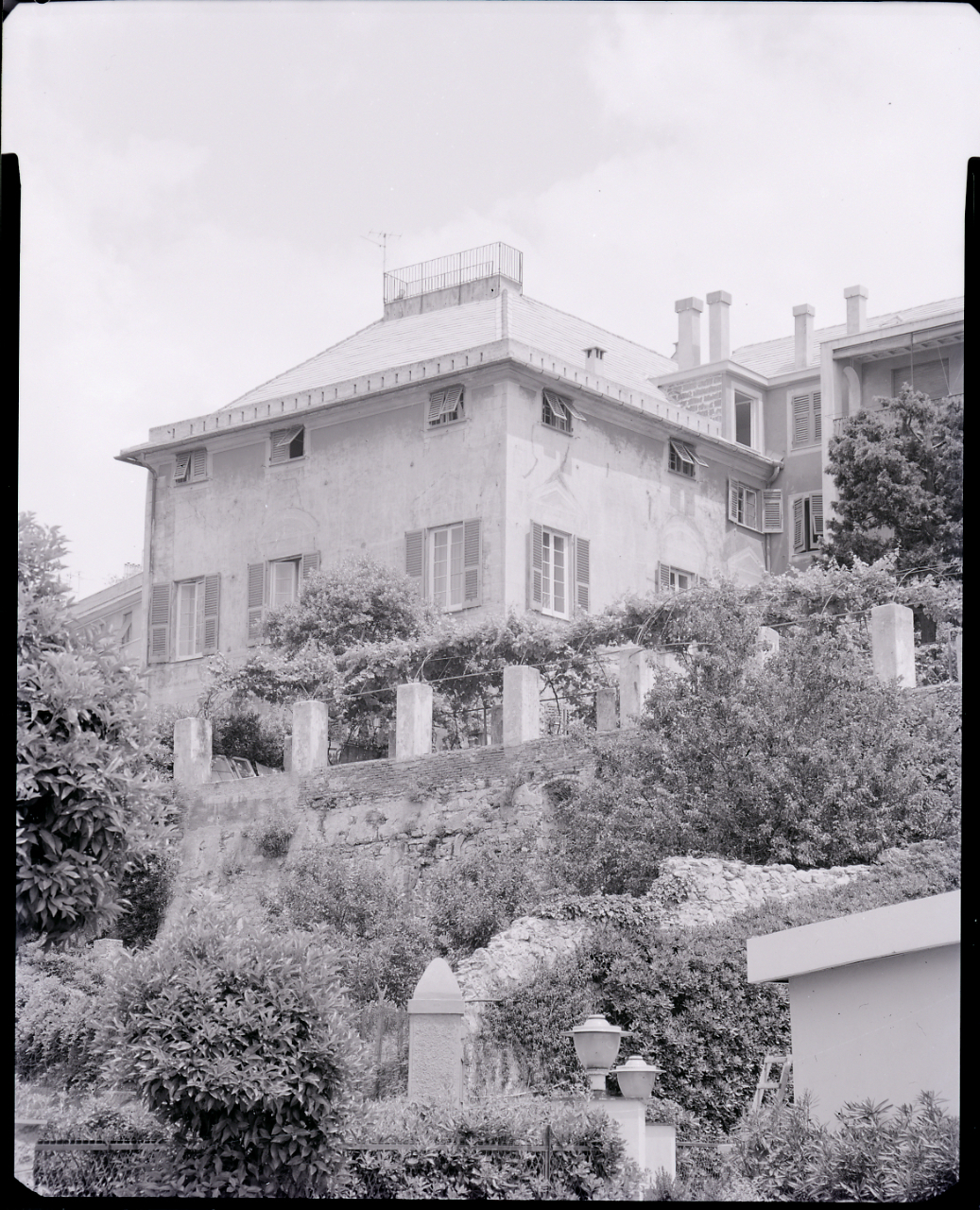
Villa Barabino Benvenuto
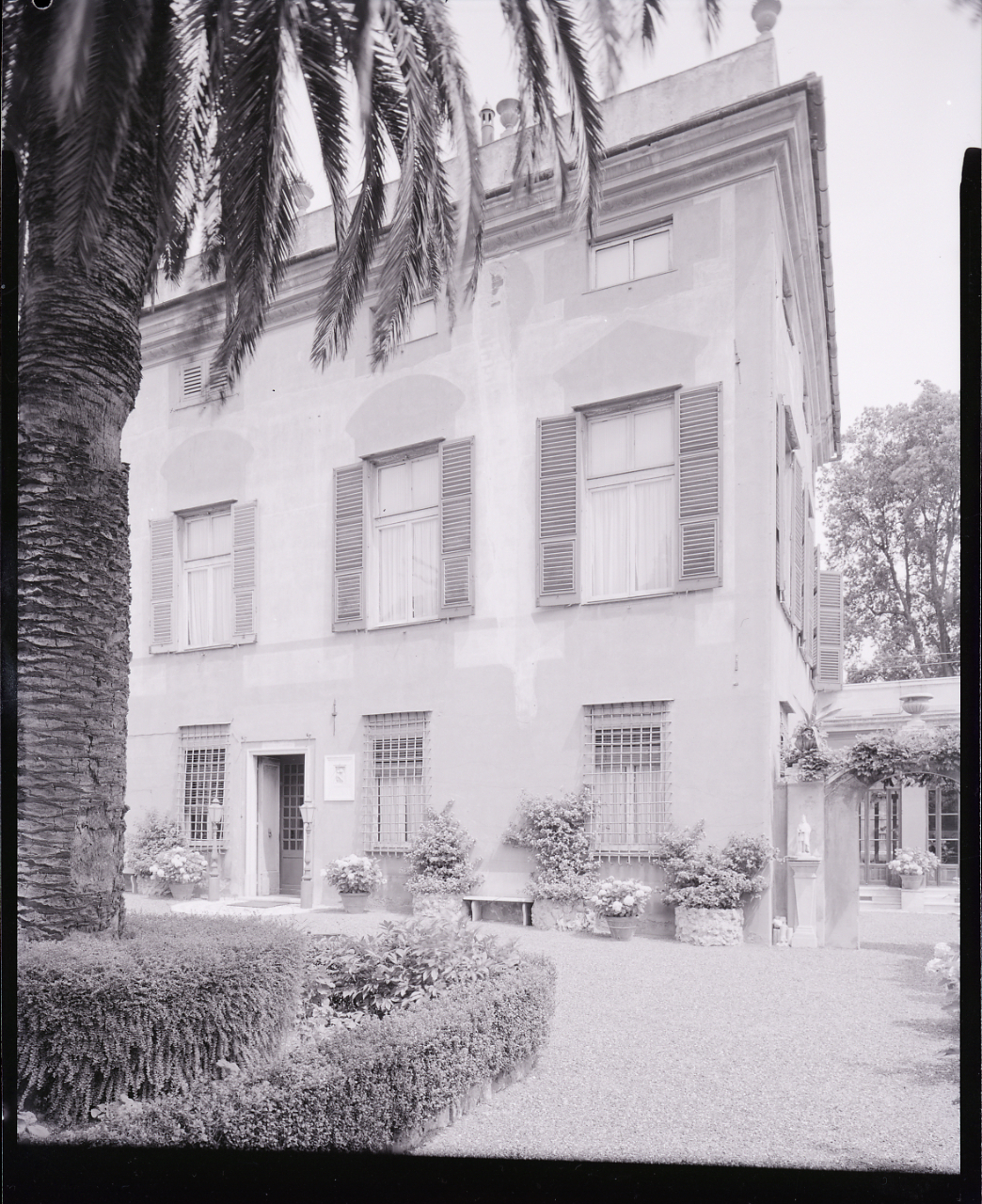
Villa De Franchi Rosasco Elisa
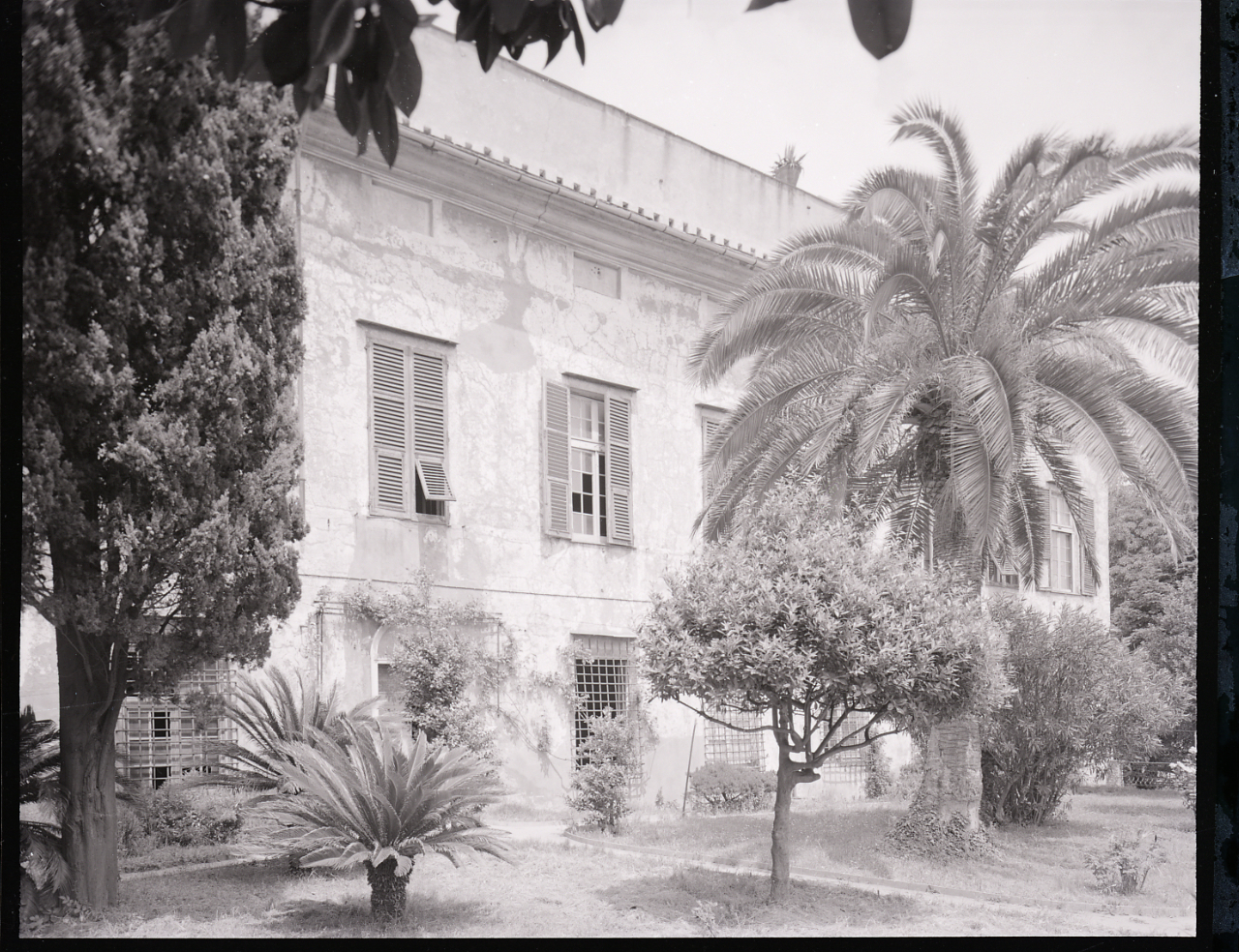
Villa De Scalzi
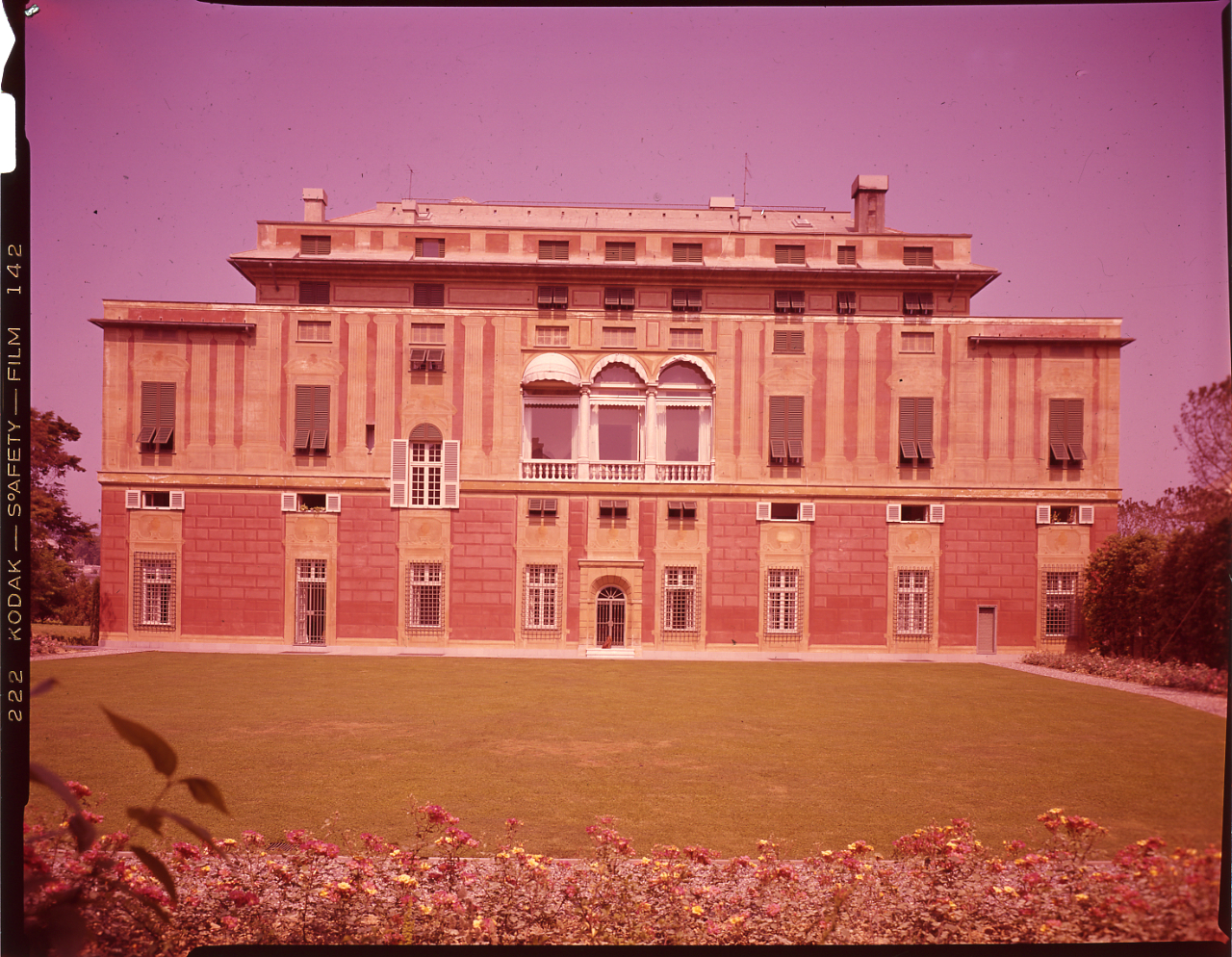
Villa Franzone
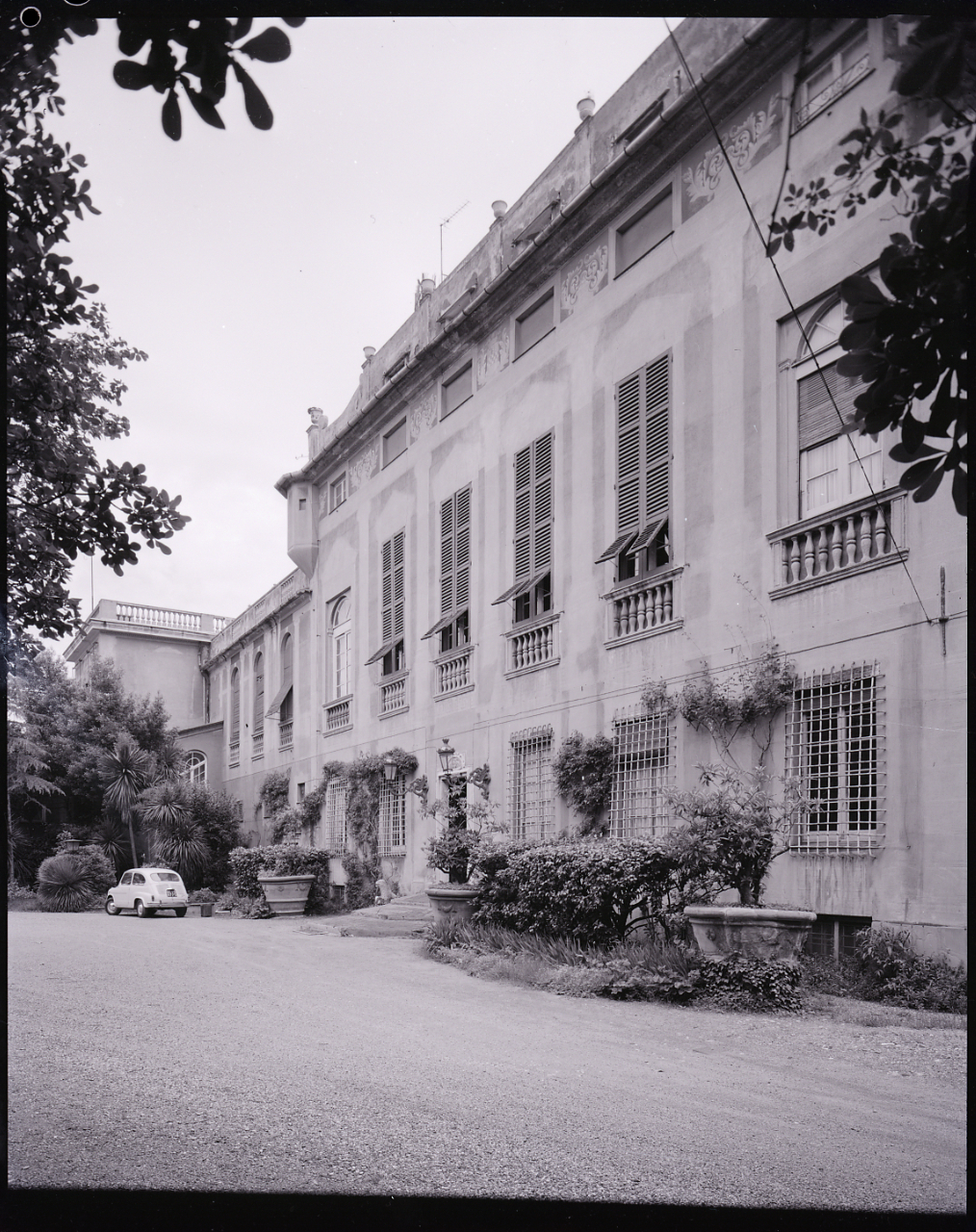
Villa Doria Spinola
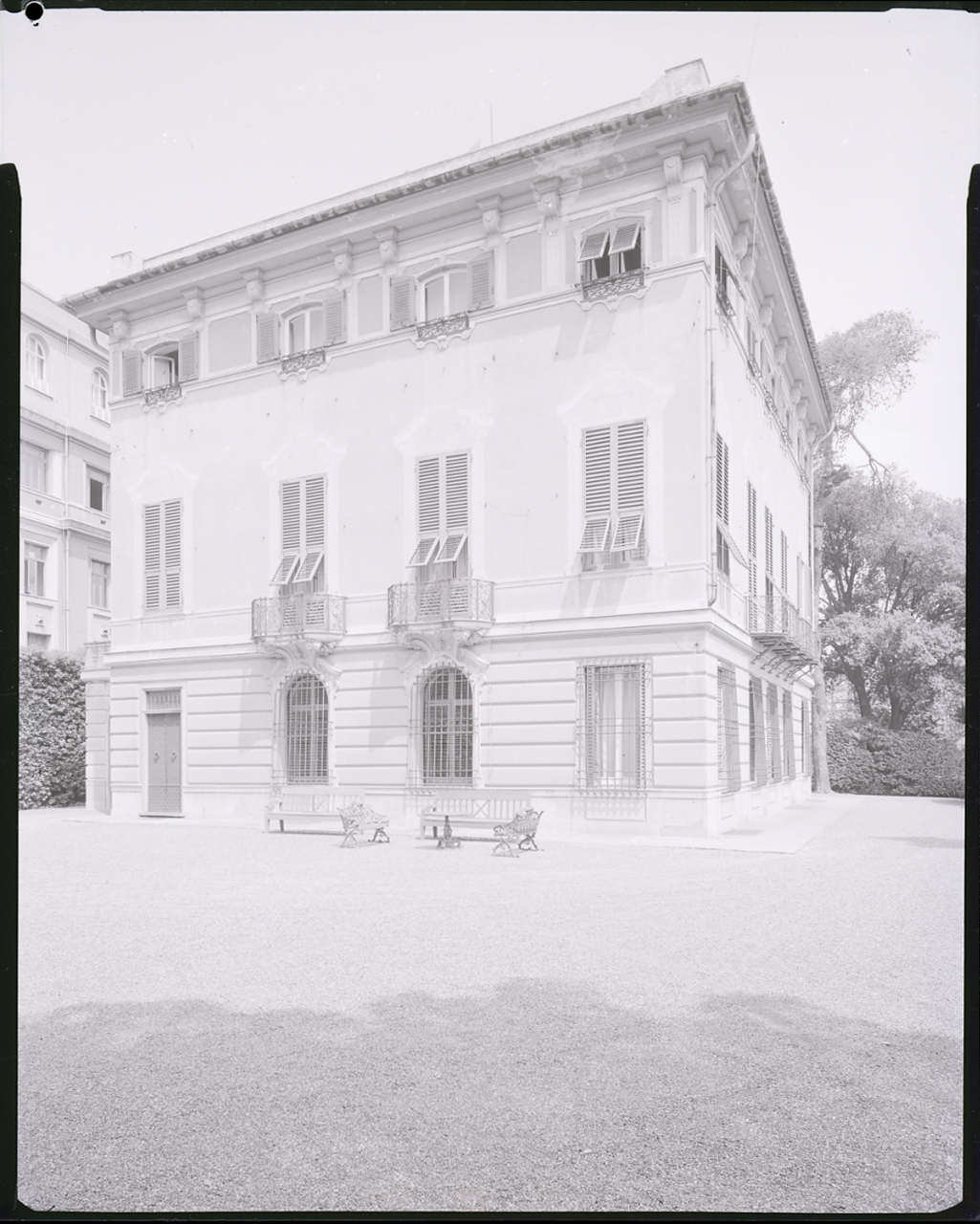
Villa Gnecco Basevi L'Oliera
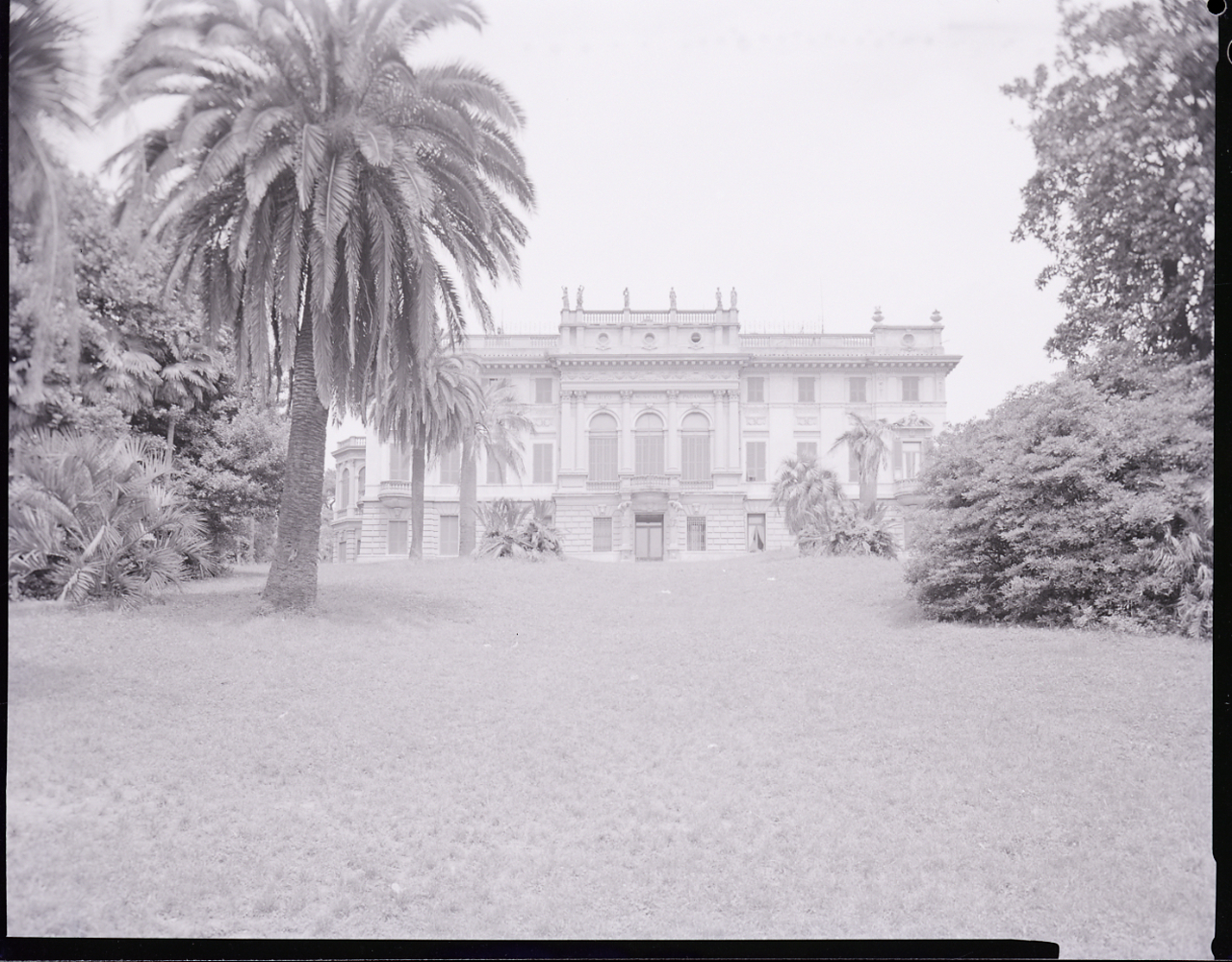
Villa Raggio
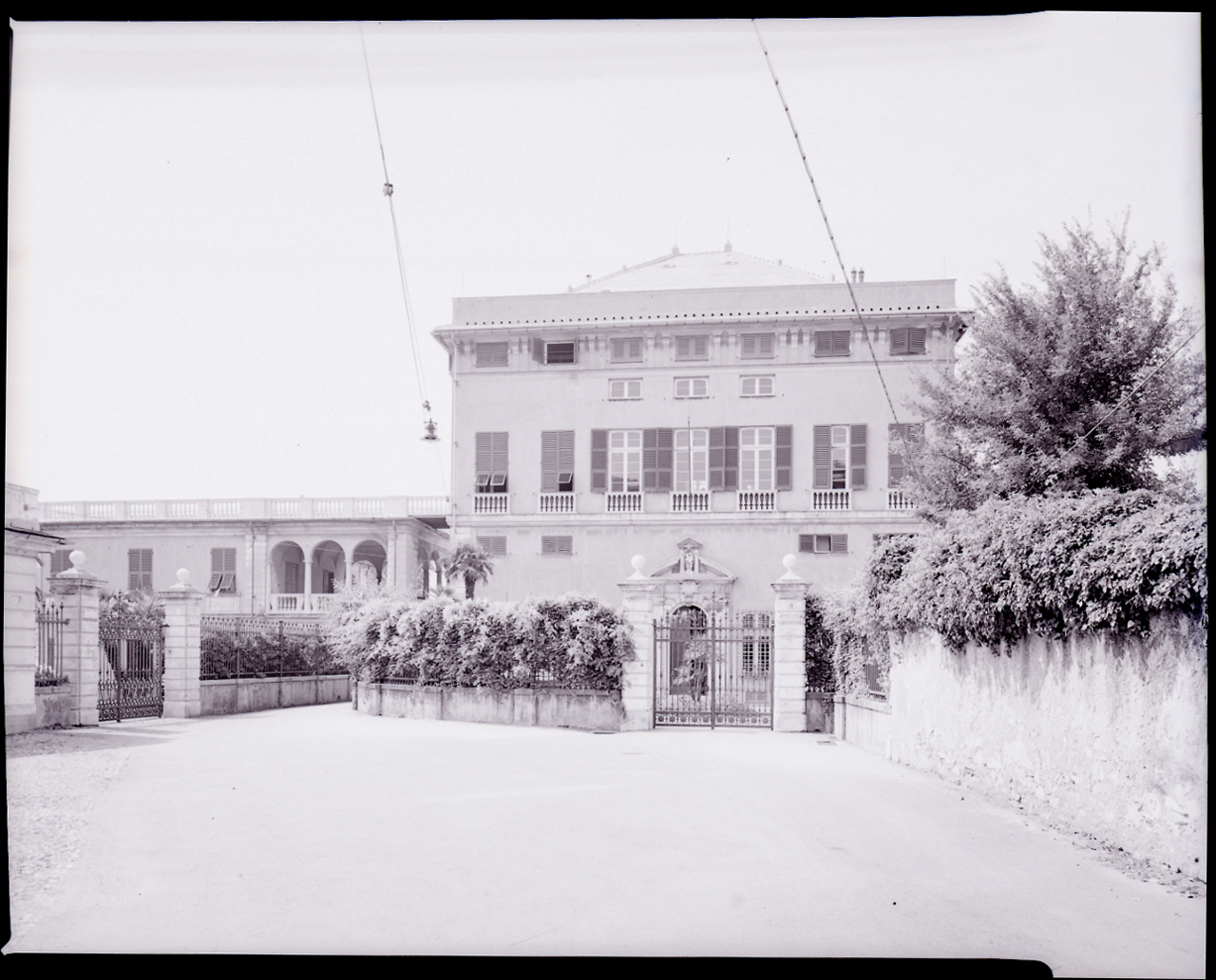
Villa Rebuffo Gattorno
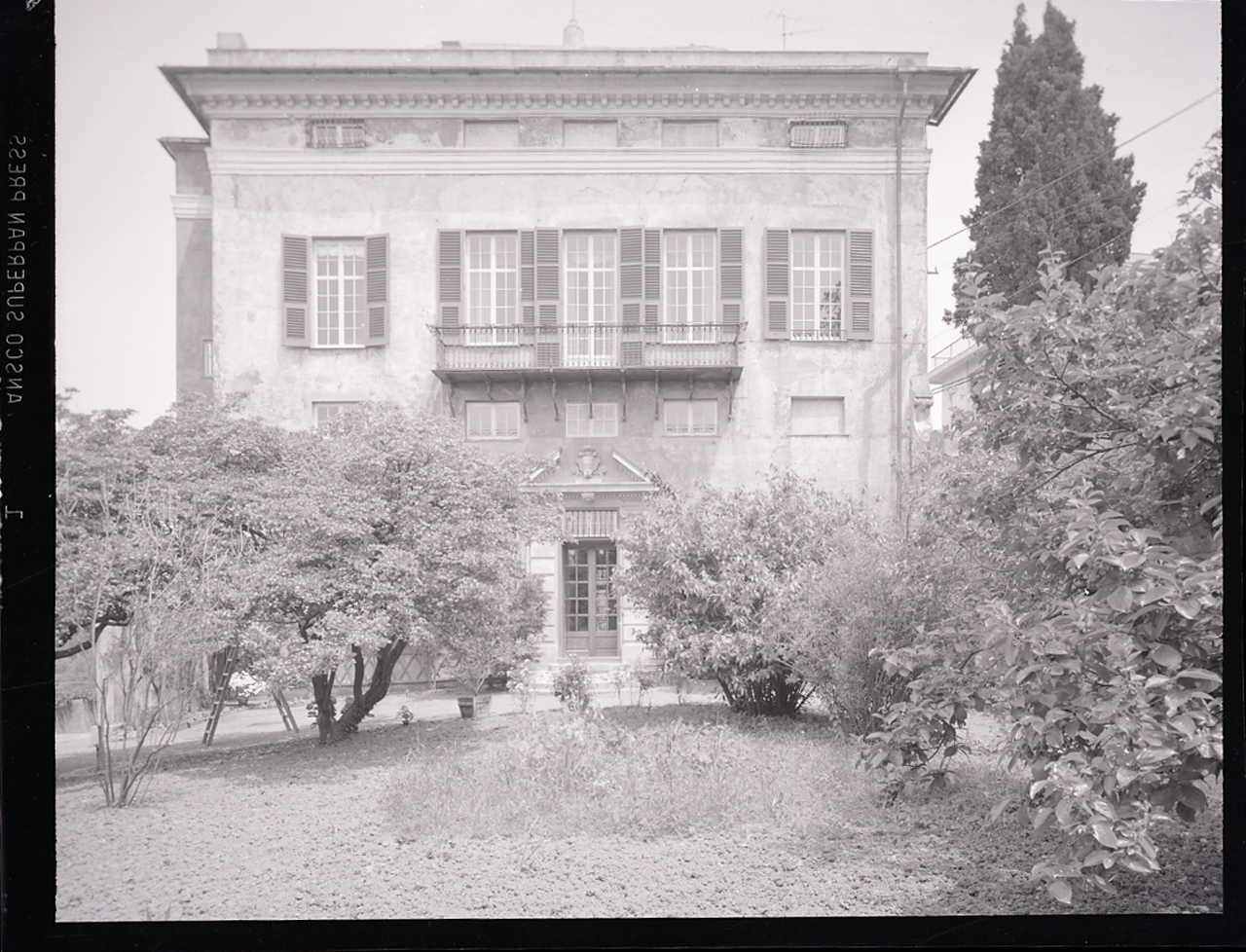
Villa Soprani
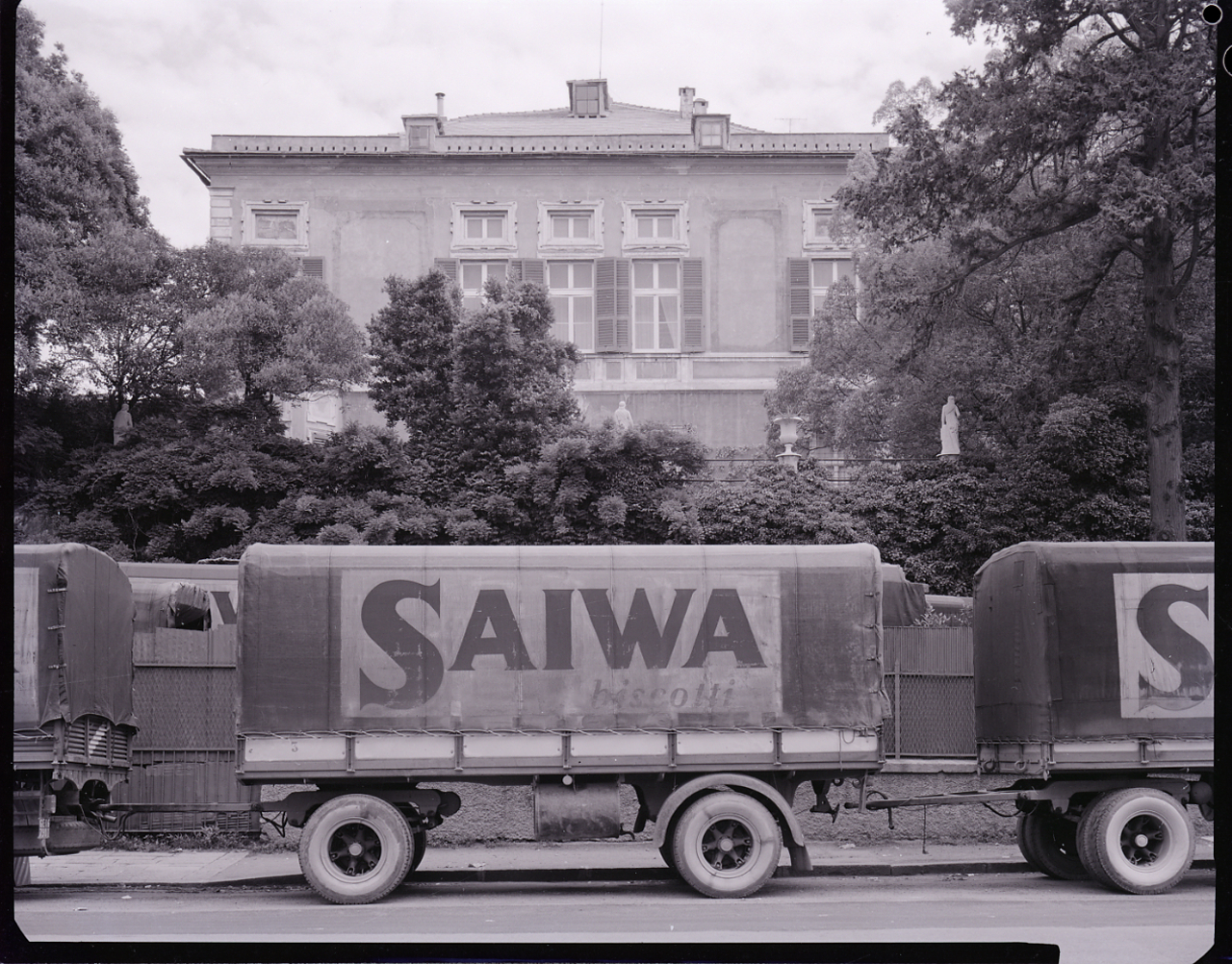
Villa Stuarta Ravano

##### Ville e palazzi del Novecento

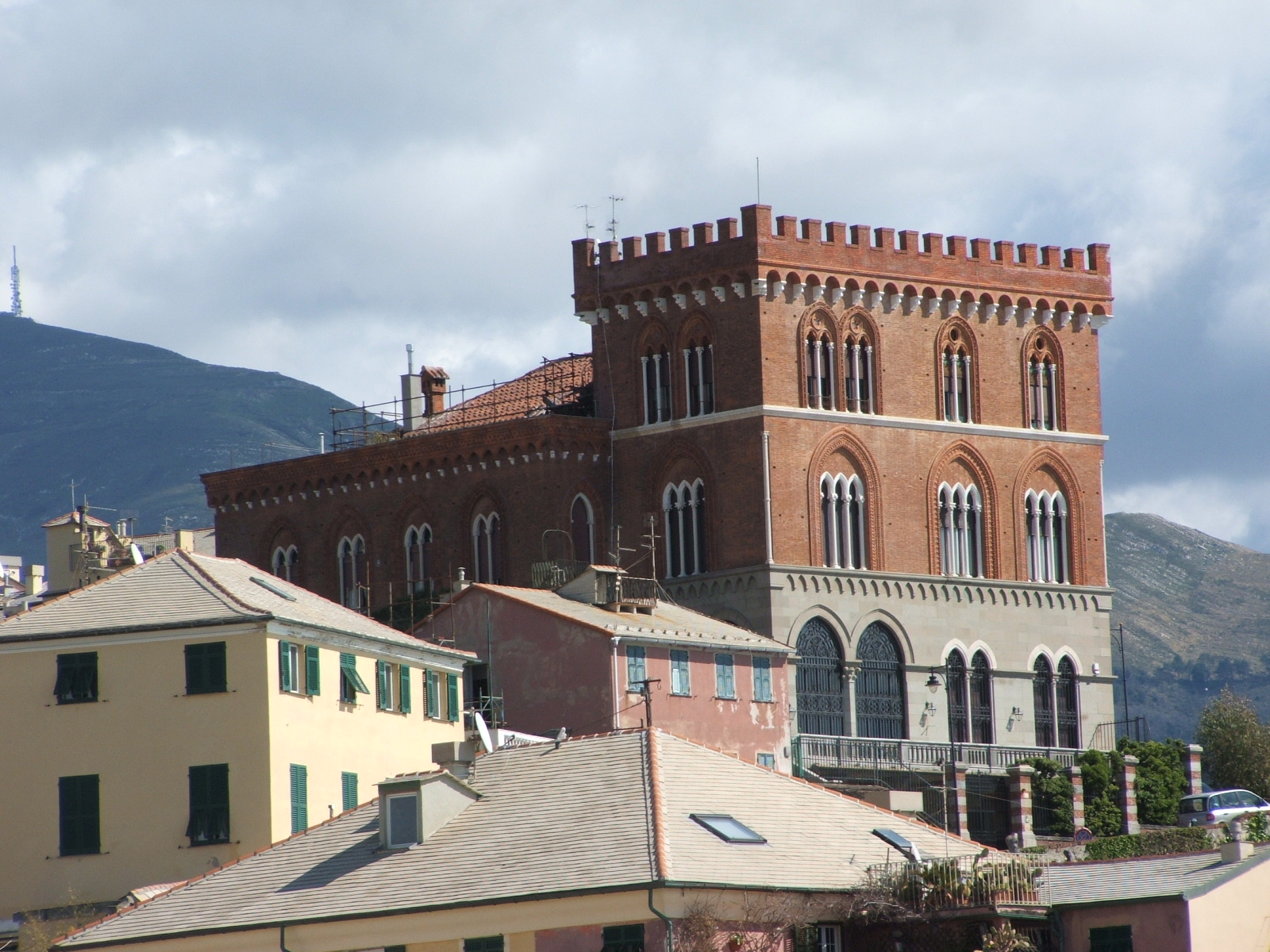
Il castello Casareto, in via al Capo di Santa Chiara.

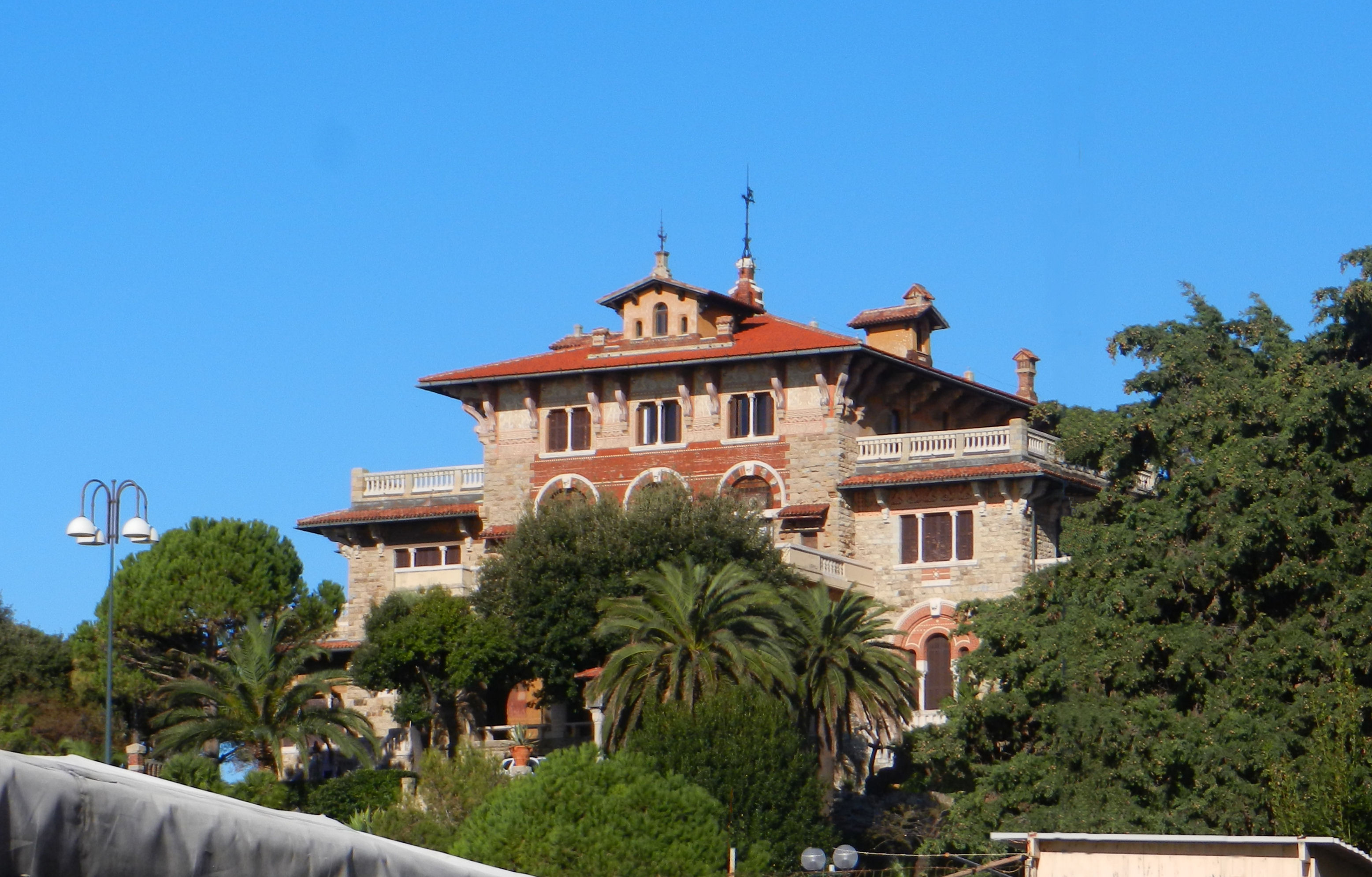
Villa Canali Gaslini

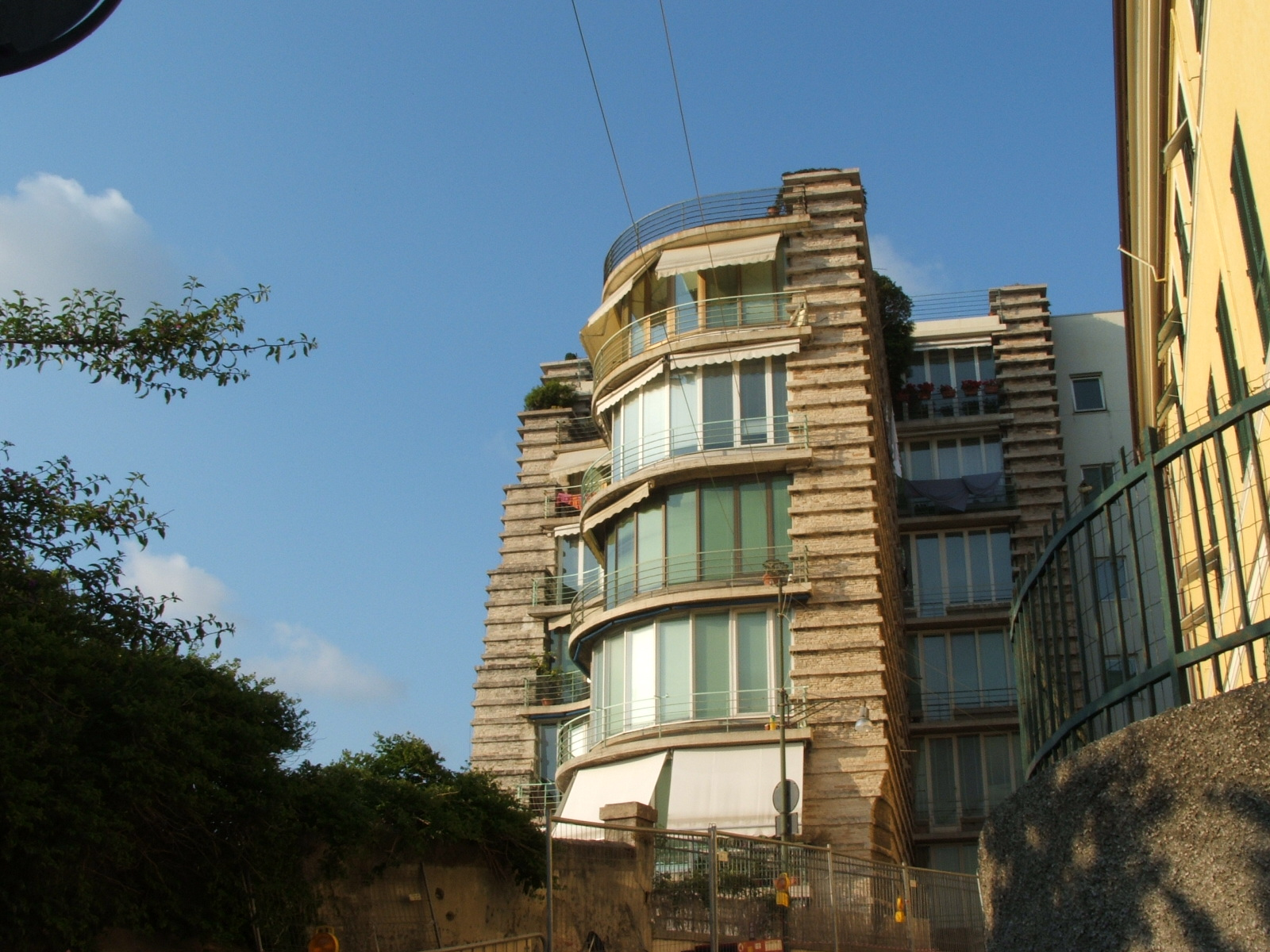
Villa Ollandini

Dopo la fine della Repubblica di Genova, una nuova classe imprenditoriale borghese prese il posto delle storiche famiglie patrizie. Tra la fine dell'Ottocento e i primi decenni del Novecento, soprattutto in concomitanza con l'apertura di corso Italia, le famiglie di questi ricchi imprenditori fecero costruire le loro palazzine lungo il nuovo lungomare o nelle sue adiacenze.Lo stile architettonico di questi edifici si differenzia a seconda delle epoche di costruzione, dal neogotico e il Liberty dei primi del Novecento, allo stile razionalista degli anni trenta.
Benché più sobrie, almeno nelle dimensioni, rispetto alle ville storiche del passato, si tratta comunque di edifici di altissimo pregio, come la villa Canali Gaslini, il castello Türke di via al Capo di Santa Chiara e la palazzina Profumo, opere di Gino Coppedè, edifici neogotici, come la villa San Nazaro (ex Park Hotel) e il castello Casareto, che domina il borgo di Boccadasse, ma anche i condomini razionalisti di Luigi Carlo Daneri e l'originale villa Ollandini, nata dalla ricostruzione ad opera di Robaldo Morozzo della Rocca di un edificio ottocentesco distrutto dalla guerra.
- Villa Canali Gaslini. Una delle ultime opere a Genova dell'architetto fiorentino Gino Coppedè, fu costruita tra il 1924 e il 1925 per la famiglia Canali. Divenuta sede del consolato del Giappone, nel periodo bellico fu occupata prima dalle truppe tedesche e poi da quelle alleate. Acquistata nel 1942 da Gerolamo Gaslini (industriale oleario e fondatore dell'istituto pediatrico intitolato alla figlia Giannina) dopo le vicende belliche rientrò nella proprietà della famiglia che vi abitò a partire dal 1948. Il senatore Gaslini morì nel 1964. Con la scomparsa dell'ultima figlia Germana, nel 1988, la villa divenne sede della Fondazione Gaslini. La villa sorge su un poggio in posizione dominante su corso Italia, in corrispondenza della spiaggia di San Giuliano, circondata da uno scenografico giardino. Come molte opere del Coppedè lo stile dell'edificio è liberamente ispirato al gotico fiorentino.[50]
- Villa Ollandini. Tra i numerosi edifici in stile razionalista realizzati nel quartiere negli anni a cavallo della seconda guerra mondiale il palazzo conosciuto come Villa Ollandini (via S. Vito 2), costruito tra il 1958 e il 1963 su disegno di Robaldo Morozzo della Rocca, si distingue per la sua storia e l'originalità della struttura. La ricostruzione della precedente villa Ollandini, distrutta dal bombardamento aereo inglese nella notte fra il 22 e il 23 ottobre 1942[51] venne concepita da Morozzo della Rocca come una sorta di memoriale di questo evento, creando nella muratura perimetrale, in pietra di Finale, uno spazio rivestito da pareti vetrate curvilinee, inclinate verso l'alto per seguire l'andamento delle solette dei piani, sfalsate orizzontalmente a ricordare idealmente lo squarcio creato dalle bombe nell'edificio distrutto.[52][53][54] La precedente villa distrutta dalla guerra rivestiva un notevole interesse storico: sorgeva infatti nel luogo, alle pendici di ponente del colle di Albaro, dove fino alla fine del XVIII secolo si trovava la chiesa di San Vito, annessa ad un convento di domenicani chiuso per le leggi di soppressione del 1797 ed in seguito trasformato in abitazione. Il complesso fu acquistato intorno alla metà dell'Ottocento da Raffaele Rubattino, ricco armatore, noto anche per il contributo dato alla spedizione dei Mille, che lo fece trasformare nello stile neogotico in auge in quel periodo. Rubattino vi morì nel 1881 e la villa passò per via ereditaria prima a Rodolfo Hofer e poi ai marchesi Ollandini. Conosciuta all'epoca come "Castello Ollandini-Hofer", fu abitata anche dall'imprenditore Ferdinando Maria Perrone.[54]

##### Altri edifici

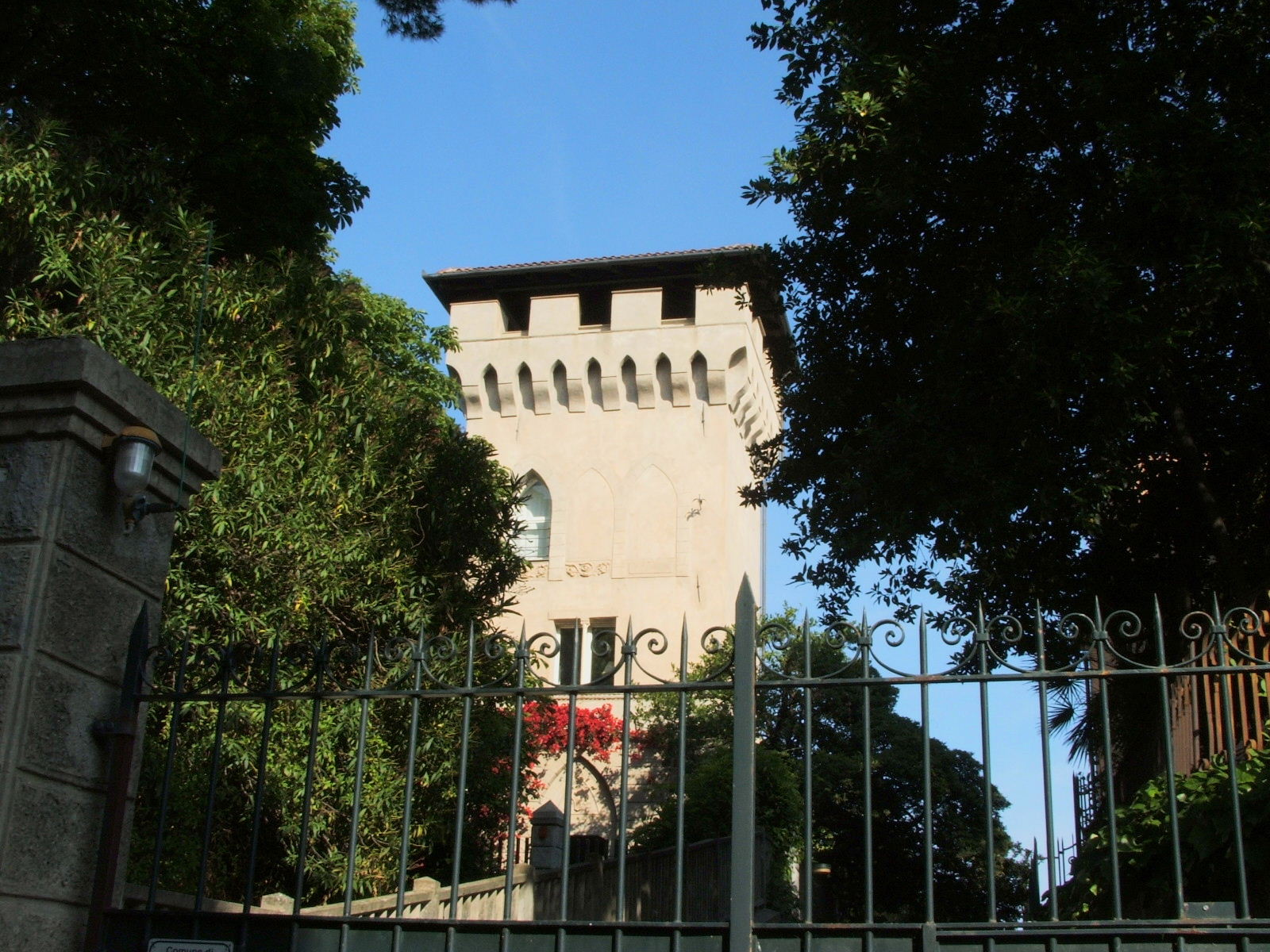
La Torre dell'Amore

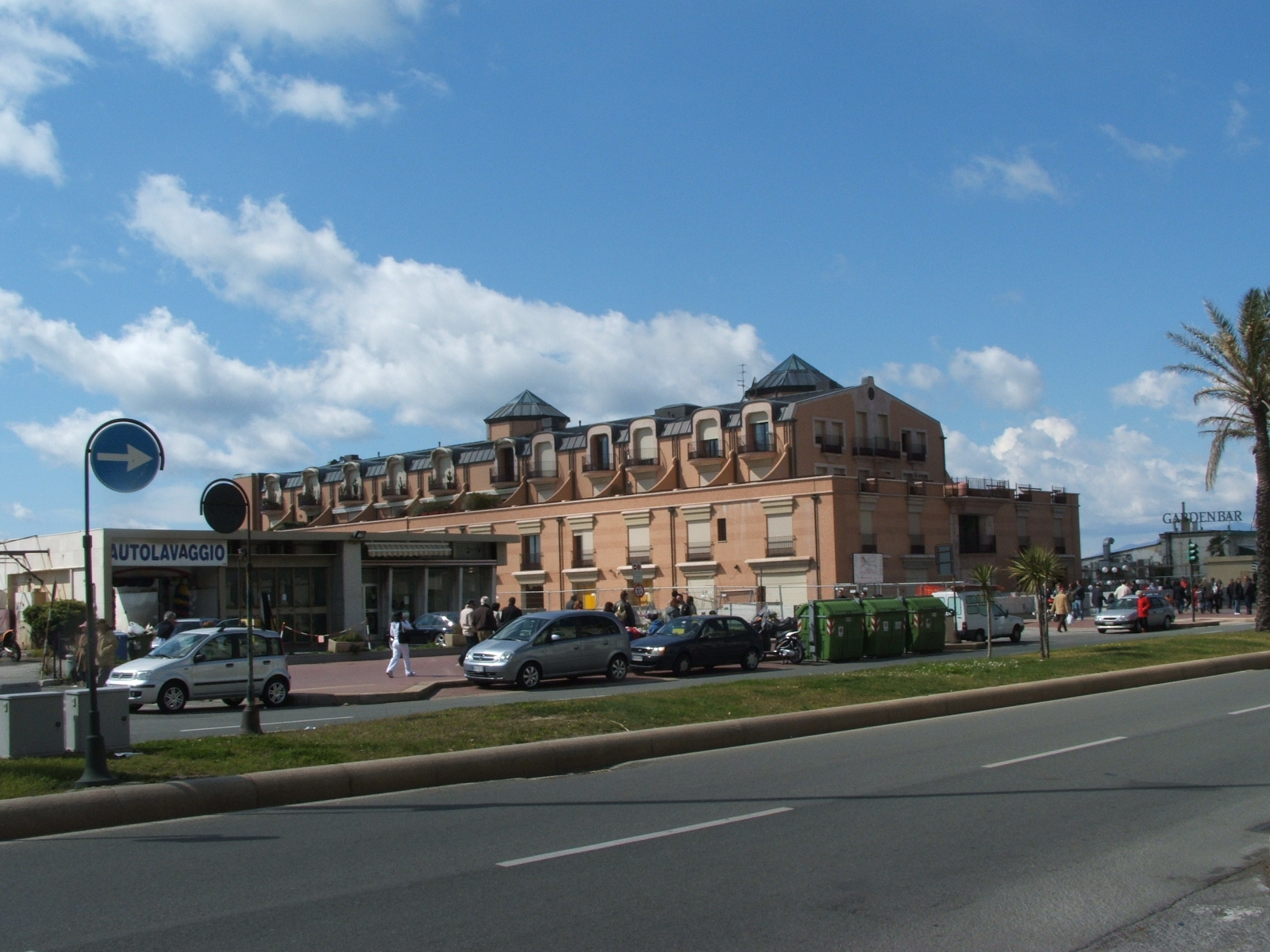
Il complesso del "Lido d'Albaro"

- La Torre dell'Amore è una suggestiva costruzione che risale al XV secolo, ma per la sua posizione nascosta, al centro di un nucleo di villette e raggiungibile solo attraverso una stradina chiusa, è sconosciuta anche a molti abitanti del quartiere. La torre, in blocchi di pietra scura, è alta 13 m; situata nell'omonima via, nella zona del Lido d'Albaro, è oggi adibita ad abitazione privata ed è stata recentemente restaurata. Incerte sono le notizie storiche: la sua elegante struttura fa ritenere che facesse parte di una villa patrizia, poi nel XVIII secolo sarebbe stata acquisita dal governo della Repubblica per farne una postazione di guardia sanitaria ed in seguito una batteria costiera. Circa l'origine del nome, l'ipotesi ritenuta più probabile è che derivi dalla famiglia Finamore, presente a Genova fino alla prima metà del XVII secolo e che ne fu proprietaria per un certo periodo. È ritenuta invece inattendibile dagli storici la tradizione popolare secondo la quale vi si sarebbero celebrati in passato matrimoni in forma civile.[28]
- A fianco a Villa Ollandini, in via Trento 8, fu costruito tra il 1948 ed il 1951 il palazzo inizialmente denominato Casa Fasce[55][56], commissionato da Francesco Emilio Fasce e progettato da Luigi Carlo Daneri[57]. Sotto al condominio vi era il famoso cinema Elios, con 900 posti, palco e camerini[58][59]. Il cinema venne chiuso e vennero realizzati dei garage.
- Lido d'Albaro. Il complesso balneare-ricreativo chiamato in origine Lido d'Albaro (più tardi Nuovo Lido) sorge in corso Italia, tra San Giuliano e Boccadasse; costruito nel 1908 da Giuseppe Garibaldi Coltelletti, in concomitanza con l'inizio dei lavori di costruzione del lungomare, venne riqualificato nel secondo dopoguerra, assumendo negli anni cinquanta rinomanza nazionale come passerella per le selezioni del concorso di Miss Italia. Miss Lido furono in quegli anni due future star del cinema: Sophia Loren e Rosanna Schiaffino, mentre negli anni ottanta la vittoria del titolo fu l'esordio nel mondo dello spettacolo, a soli 15 anni, per la futura cantante Sabrina Salerno[60]. È stato anche sede di rappresentazioni dell'attore genovese Gilberto Govi. Il complesso, secondo quanto riportato sul sito della società che gestisce l'impianto, sarebbe tuttora il più grande stabilimento balneare europeo, in grado di accogliere diecimila persone, con mille cabine e tre piscine di cui una olimpionica.[61]
- Teatro di San Francesco d'Albaro, demolito sul finire dell'Ottocento dopo la sua chiusura, nei pressi della chiesa di San Francesco. Le sue origini sono datate ad un periodo anteriore al XVIII secolo. Ricostruito nel 1810, fu definitivamente chiuso nel 1890.

### Architetture militari

Fotografia d'epoca della spiaggia di San Nazaro con la soprastante batteria del Vagno

- Fotografia d'epoca della spiaggia di San Nazaro con la soprastante batteria del VagnoForte San Giuliano. Chiudeva a mare la linea difensiva a levante della città, fu costruito tra il 1826 e il 1836 nei pressi del luogo dove già esisteva dal 1745 una batteria costiera, denominata "batteria Sopranis". Nel 1889 all'interno del forte venne installata una nuova postazione di artiglieria ("batteria San Giuliano"). Per l'apertura di corso Italia venne mutilato parte del prospetto sud, demolendo una galleria sotterranea, e subì ulteriori modifiche nel 1937 quando sul lato a mare vennero collocate alcune postazioni contraeree. Durante la seconda guerra mondiale il forte fu utilizzato dalla Wehrmacht e dalla Repubblica Sociale Italiana come carcere per gli antifascisti ed al suo interno vennero fucilati diversi partigiani, tra i quali Giacomo Buranello. Nel dopoguerra fu assegnata ai Carabinieri, ma rimase in stato di abbandono fino al 1995, quando divenne sede del comando provinciale dell'Arma. Composto da due caserme, una sul lato sud e una sul lato nord, con un ampio piazzale nel mezzo, nel tempo ha subito varie modifiche e si presenta oggi come un complesso di edifici e spazi scoperti collocati su un vasto terrapieno, che nasconde alla vista le varie strutture. Il prospetto della caserma nord, dove si trova l'ingresso, visibile da via Gobetti, è la parte meglio conservata, con il ponte levatoio ancora presente insieme ai relativi meccanismi di azionamento.[62]
- Batteria del Vagno. Sulla scogliera di Punta Vagno si trovano i resti della Batteria del Vagno, una postazione di artiglieria con origini settecentesche a difesa dell'ingresso del porto di Genova, poi utilizzata durante la seconda guerra mondiale come postazione contraerea. All'epoca dell'apertura di corso Italia, benché la batteria non fosse già più considerata di importanza strategica, il Ministero della Guerra si oppose alla sua demolizione, perciò il percorso della nuova strada fu spostato più a monte operando uno sbancamento che ha isolato Punta Vagno dal resto del colle. Nel 1931 al culmine della scogliera di Punta Vagno fu installato un piccolo faro (il secondo faro genovese dopo la torre della Lanterna), ancora attivo. I superstiti locali del complesso sono oggi in dotazione all'Istituto idrografico della Marina come residenza per il personale, perciò non sono visitabili.[62]

### Altro

#### Corso Italia

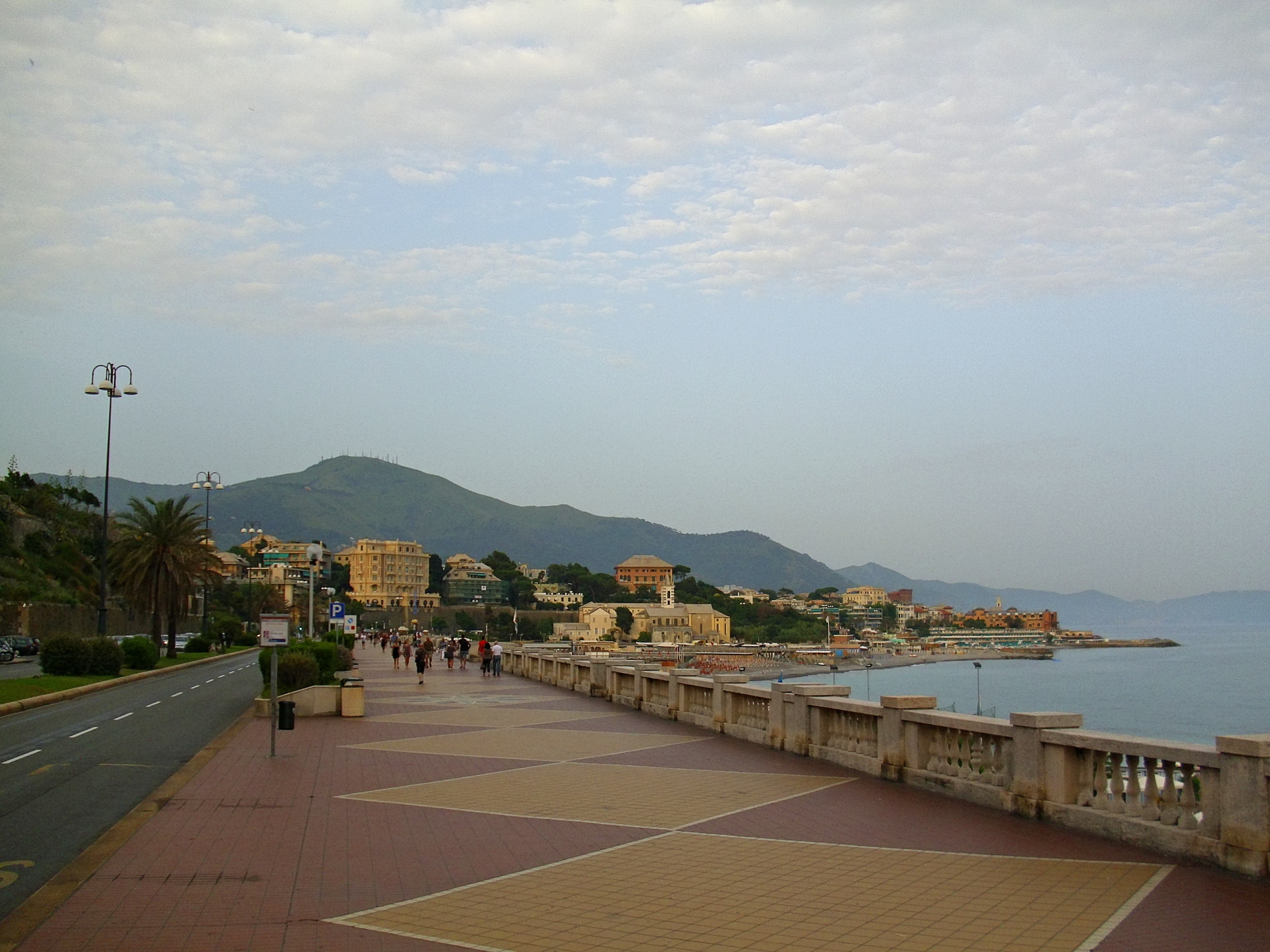
Corso Italia all'altezza del forte San Giuliano; al centro l'abbazia di San Giuliano e poco oltre l'edificio del Nuovo Lido.

Corso Italia si sviluppa per circa due chilometri e mezzo lungo l'intero litorale del quartiere di Albaro collegando la Foce con il borgo marinaro di Boccadasse. Realizzata tra il 1909 e il 1915, divenne subito uno dei principali punti di ritrovo del "passeggio" domenicale dei genovesi. La nuova strada, realizzata nell'ambito del piano di espansione della città verso levante, sia per dare a Genova una moderna passeggiata lungomare, sia per agevolare l'accesso alle spiagge presenti nella zona, fu aperta con lo sbancamento delle scogliere che terminavano a mare la collina di Albaro, modificando profondamente l'ambiente costiero.
La strada ha due carreggiate, con due corsie in direzione ponente e una in direzione levante, dove è stata aggiunta nel 2022 una pista ciclabile, separate da un'aiuola spartitraffico ed un ampio marciapiede sul lato a mare. Diversi sono stati gli interventi di restyling tra gli anni trenta e gli anni novanta. Lungo il percorso si incontrano alcuni storici edifici quali la chiesa dei Santi Pietro e Bernardo alla Foce, il forte San Giuliano, l'abbazia di San Giuliano, lo stabilimento balneare del Nuovo Lido e la chiesa di Sant'Antonio in Boccadasse. Sul lato a monte si affacciano eleganti condomini e palazzine in stile art déco, tra cui la villa Canali Gaslini, opera dell'architetto fiorentino Gino Coppedè, costruita intorno alla metà degli anni venti, e palazzi razionalisti progettati da Luigi Carlo Daneri.

#### Via Albaro
Provenendo dal centro di Genova, giunti in piazza Tommaseo si risale la collina di Albaro per la via Francesco Pozzo (l'antica via Olimpo). La strada, alla sommità del colle, prende il nome di via Albaro, ed era la strada principale del vecchio comune di San Francesco d'Albaro. Aperta nella prima metà dell'Ottocento fu la prima strada carrozzabile del quartiere.
Lungo la via sorgono alcune delle celebri ville di Albaro, in parte ben conservate, altre stravolte da recenti ristrutturazioni e lottizzazioni. Tra le meglio conservate la villa Saluzzo Bombrini, detta "il Paradiso", la villa Saluzzo Mongiardino, dove soggiornò George Byron, la villa Carrega Cataldi e villa Bombrini, sede del conservatorio Niccolò Paganini. Da via Albaro avevano origine le crêuze che scendevano al mare; con le successive vie Bocchella, Pisa e Caprera era parte della strada diretta a levante, che costituiva all'epoca della sua costruzione un'alternativa alla via medioevale che passava per il quartiere di San Martino.

#### Piazza Leopardi

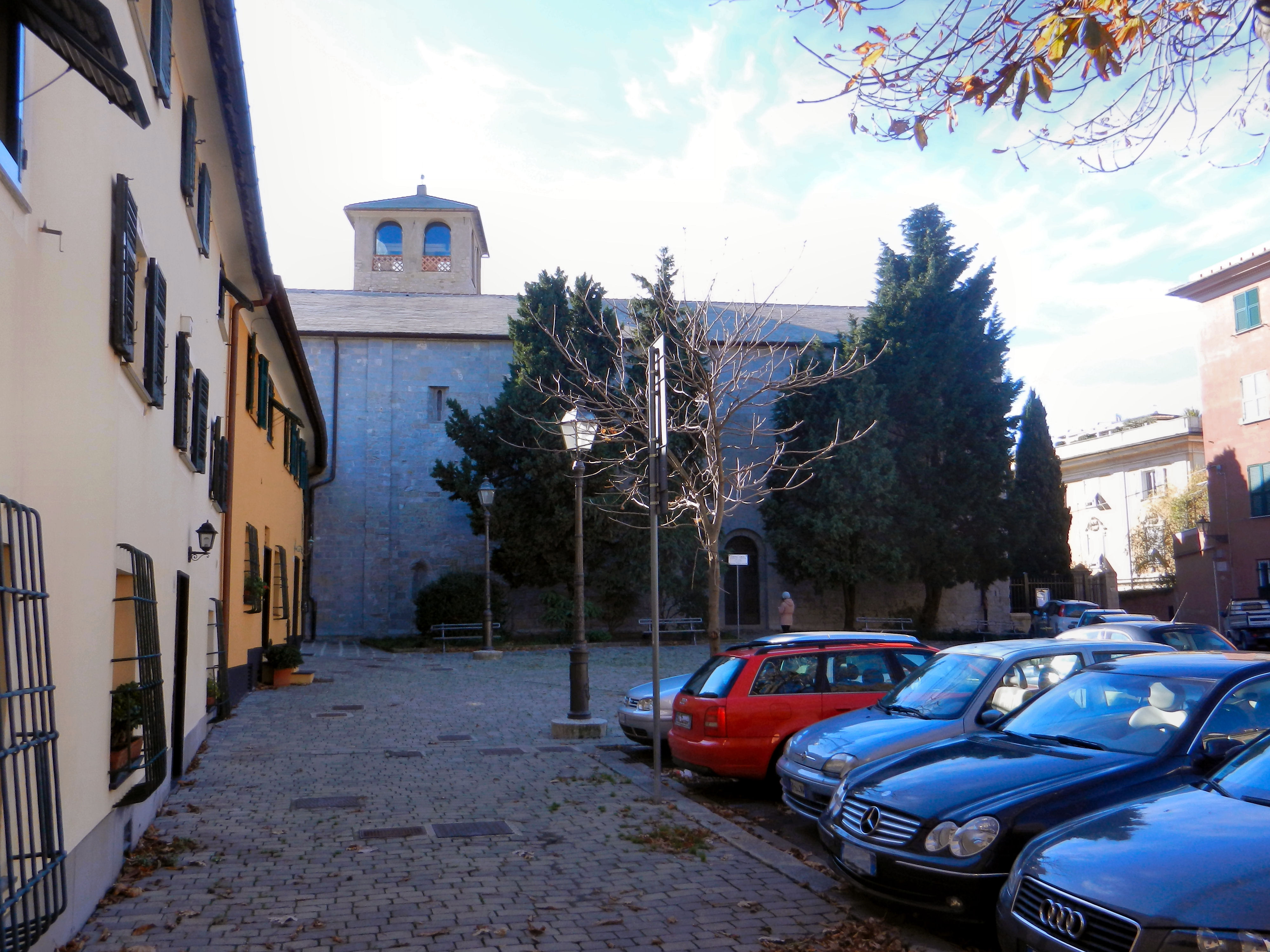
Uno scorcio di piazza Leopardi con il prospetto laterale della chiesa di Santa Maria del Prato

La piazza intitolata al celebre poeta recanatese, all'incrocio tra via Albaro e il percorso che scendeva da San Martino verso il mare, era l'antico "prato pubblico" del comune di San Francesco d'Albaro, antistante le chiese di Chiesa di San Francesco d'Albaro e Santa Maria del Prato. Un'iscrizione posta sull'abside della chiesa di San Francesco, accanto a quella che commemora caduti di Albaro nella prima guerra mondiale riporta: "Prato comunale/ è vietato a chiunque/di danneggiare/gli alberi ivi esistenti/siccome è proibito/qualunque giuoco/che potesse recarvi danno/e di pascolarvi bestiame/sotto le pene correzionali/prescritte dalle vigenti/leggi".
La piazza, uno dei pochi luoghi di Albaro che conserva la memoria di un lontano passato, è chiusa a levante da una serie di modeste case a schiera, oggi ristrutturate, a ponente dall'abside della chiesa di San Francesco e dal muro perimetrale dell'annesso convento. Di forma allungata, si presenta più come un viale alberato che una vera e propria piazza; fino all'inizio del Novecento era il capolinea degli omnibus a cavalli provenienti dal centro della città.
Tra il XVII e il XVIII secolo il prato era sede di partite di pallone che attiravano ai suoi bordi una grande folla. Nel 1797 vi venne innalzato uno dei primi alberi della libertà sacrificando curatissime aiuole e roseti.

#### Scalinata Giorgio Borghese

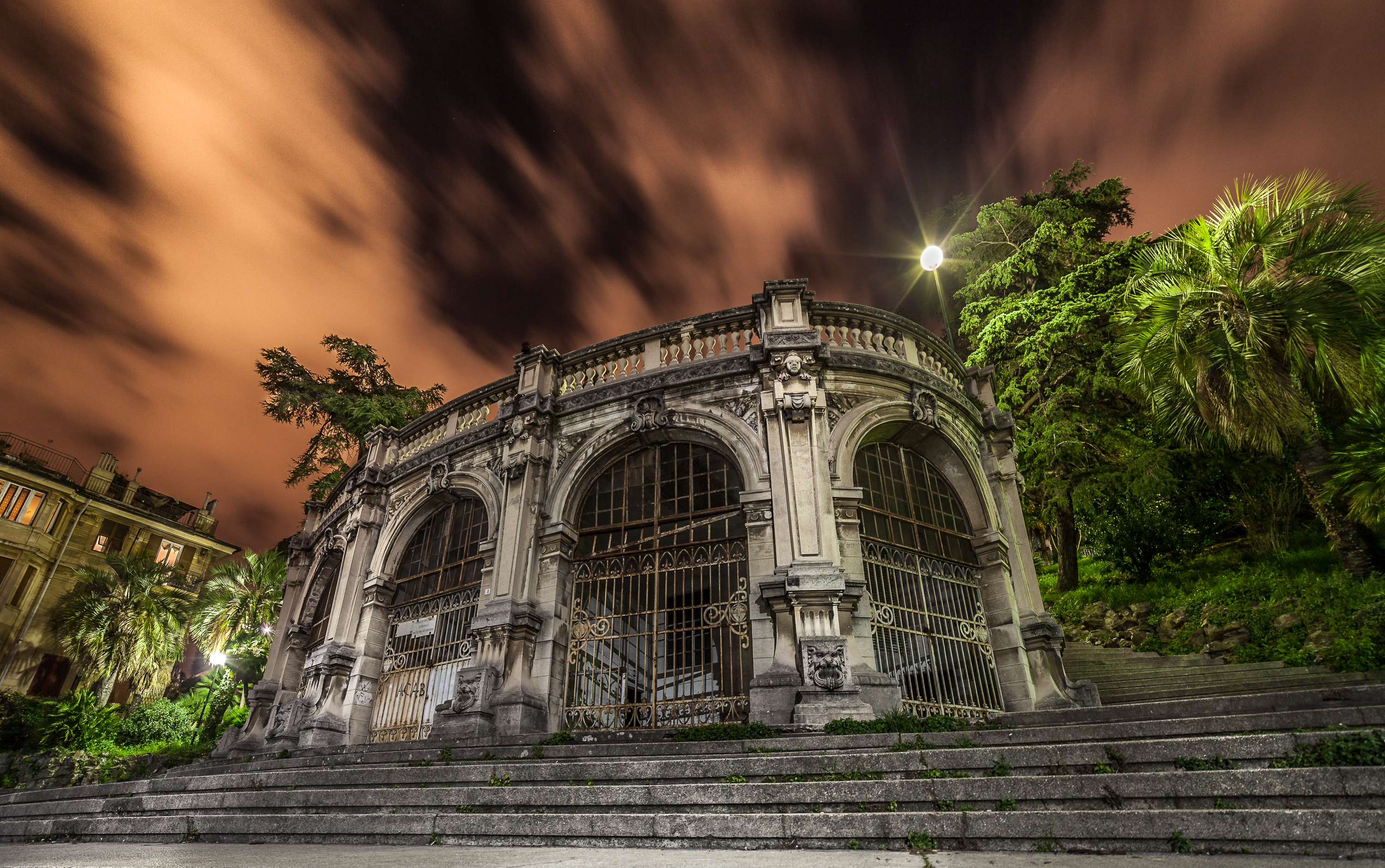
La scalinata Borghese in piazza Tommaseo

Da piazza Tommaseo una scenografica scalinata con decorazioni in stile liberty, intitolata a Giorgio Borghese, conduce ad un belvedere panoramico nella parte alta di via Francesco Pozzo, da dove lo sguardo può spaziare sulla stessa piazza Tommaseo, limite tra i quartieri di Albaro e della Foce, con la statua equestre a Manuel Belgrano, il rettifilo di corso Buenos Aires, l'antica via Minerva, e più in lontananza, in asse con questa, via XX Settembre, della quale corso Buenos Aires è la prosecuzione verso levante.
La scalinata, costruita all'inizio del Novecento, si sviluppa su quattro livelli, e comprende alcuni locali coperti; dopo anni in stato di abbandono nel 2018 sono iniziati dei lavori di riqualificazione che hanno portato al recupero architettonico della scalinata ed all'apertura di un locale, riaperta al pubblico il 14 gennaio 2020.

#### Le strade dell'espansione urbanistica del Novecento
Con lo sviluppo urbanistico, tra gli anni venti e trenta del Novecento, tra la via Albaro e il lungomare di corso Italia, dove prima erano i giardini delle ville e i poderi vennero aperte nuove vie funzionali agli insediamenti residenziali che stavano sorgendo. Furono così aperti un nuovo asse di scorrimento da ponente a levante, intermedio tra via Albaro e corso Italia, ed una serie di viali da monte a mare, paralleli alle antiche crêuze. Il progetto iniziale prevedeva anche un ampio asse di scorrimento rettilineo a monte, parallelo a via Albaro e via Pisa, realizzato solo parzialmente nel secondo dopoguerra con la creazione di due ampi viali, via Federico Ricci e via Paolo Boselli, paralleli ad un tratto di via Pisa ed inframmezzati dalla piazza Leonardo da Vinci.
La via intermedia di scorrimento, accessibile da piazza Tommaseo attraverso via Nizza, è formata dalle vie Rosselli, Gobetti, Righetti e De Gaspari e termina in via Cavallotti, dove confluisce anche corso Italia.

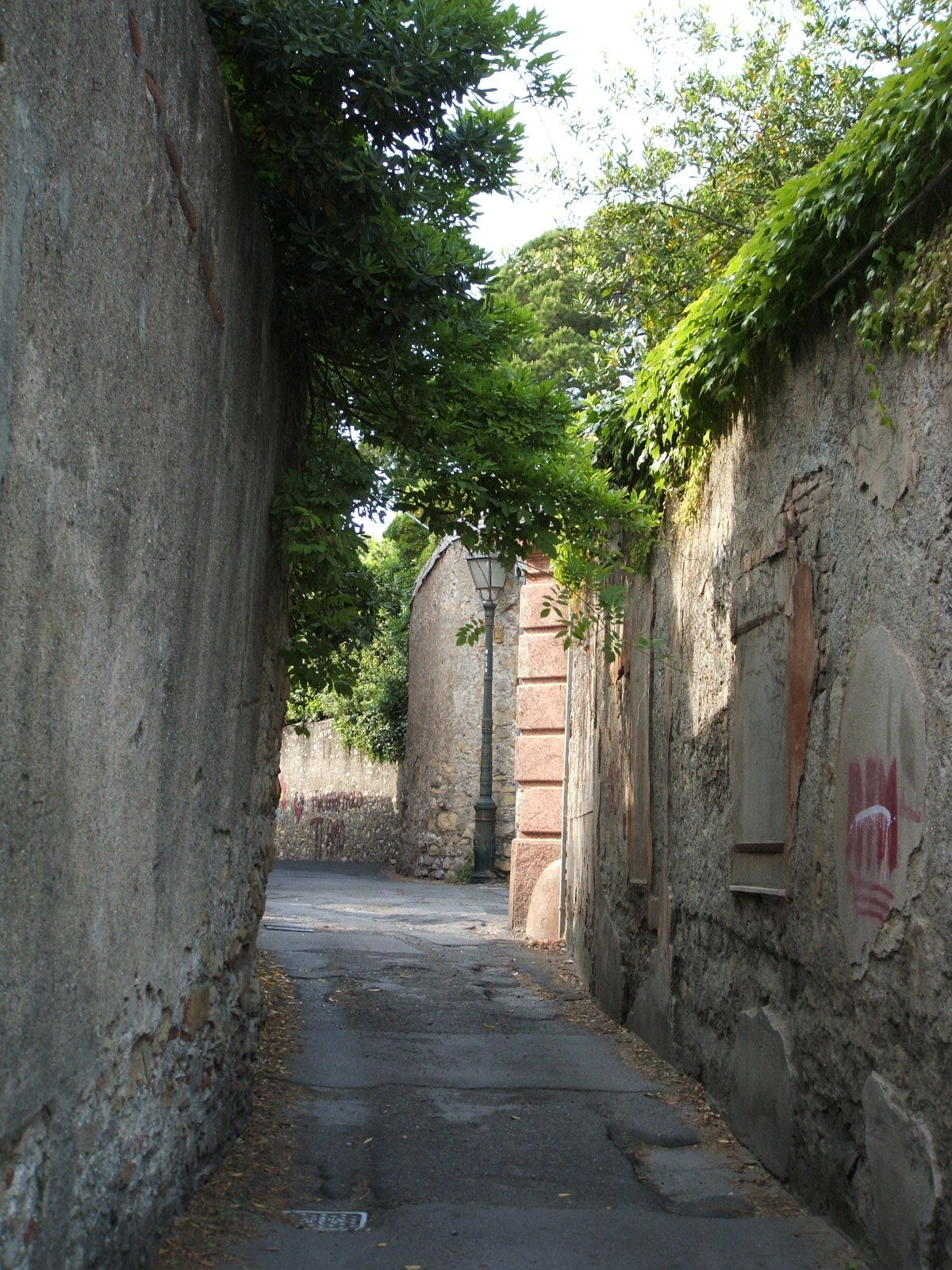
Una crêuza del quartiere

L'intitolazione delle nuove vie venne fortemente improntata al periodo storico tra le due guerre mondiali, con nomi legati all'epoca della prima guerra mondiale (Piave, Trento, Trieste), alle annessioni italiane in Dalmazia e nell'Egeo (Quarnaro, Zara e, nella parte più a monte del quartiere, via Rodi e via Dodecanneso), a martiri dell'irredentismo (Nazario Sauro, Cesare Battisti, Guglielmo Oberdan) e caduti della guerra d'Etiopia (Renzo Righetti, Dalmazio Birago, Tito Minniti e Reginaldo Giuliani; tranne via Righetti, le altre nel secondo dopoguerra furono intitolate a martiri antifascisti, divenendo rispettivamente via Rosselli, via Gobetti e via don Minzoni). Altre vie furono intitolate a politici del Risorgimento (Giacomo Medici del Vascello, Francesco Domenico Guerrazzi, Giovanni Bovio) e filosofi (Tommaso Campanella, Giordano Bruno, Giambattista Vico).

#### Le crêuze di Albaro
L'origine delle romantiche "crêuze d'Arbà", cantate dai poeti, risale alla costruzione delle prime ville patrizie, quando le strade vicinali tra gli orti lasciarono il posto a strade selciate tra i muri che delimitavano i grandi poderi, al centro dei quali sorgevano le ville con i loro giardini. Queste caratteristiche strade, fiancheggiate dalle ville, dalla sommità del colle scendevano verso il mare seguendo i crinali dei piccoli rilievi della collina. Fino ai primi del Novecento erano l'unica rete viaria che consentiva di raggiungere le grandi ville nobiliari e il mare. Alcuni tratti di esse ancora oggi sembrano immersi in un'atmosfera d'altri tempi, nonostante l'asfalto abbia ricoperto in gran parte l'antico selciato per consentire il traffico veicolare.

##### Via San Nazaro
Tra le varie crêuze via San Nazaro, che in origine scendeva fino alla scomparsa chiesa dei Santi Nazario e Celso, ed oggi termina in via fratelli Rosselli, presenta numerosi esempi di ville, ancora ben conservate; tra queste le più notevoli la villa Raggi, quattrocentesca ma ricostruita nel XVII secolo, la villa Brignole Sale, seicentesca ma in gran parte rifatta dopo i gravi danni dell'ultimo conflitto e villa Bagnarello, dove soggiornò Charles Dickens. La via, citata per la prima volta in un documento del 1345, si snoda tra gli alti muri che delimitano i giardini, conservando, specie nel tratto mediano, l'originario carattere ambientale.

##### Via Parini
Un'altra delle crêuze di Albaro è via Giuseppe Parini che collegava piazza Giacomo Leopardi con la spiaggia di San Giuliano. La via oggi termina in via Piero Gobetti, in corrispondenza del forte San Giuliano. Conserva anch'essa il suo antico carattere, con numerose ville, in parte oggi ancora residenze private, in parte sedi di istituti religiosi. Tra le ville notevoli, un'altra appartenuta ai Brignole Sale, la cinquecentesca villa Elisa, con torre e la seicentesca villa Rebuffo Gattorno, trasformata in residenza universitaria dell'ateneo genovese.

##### Via al Capo di Santa Chiara

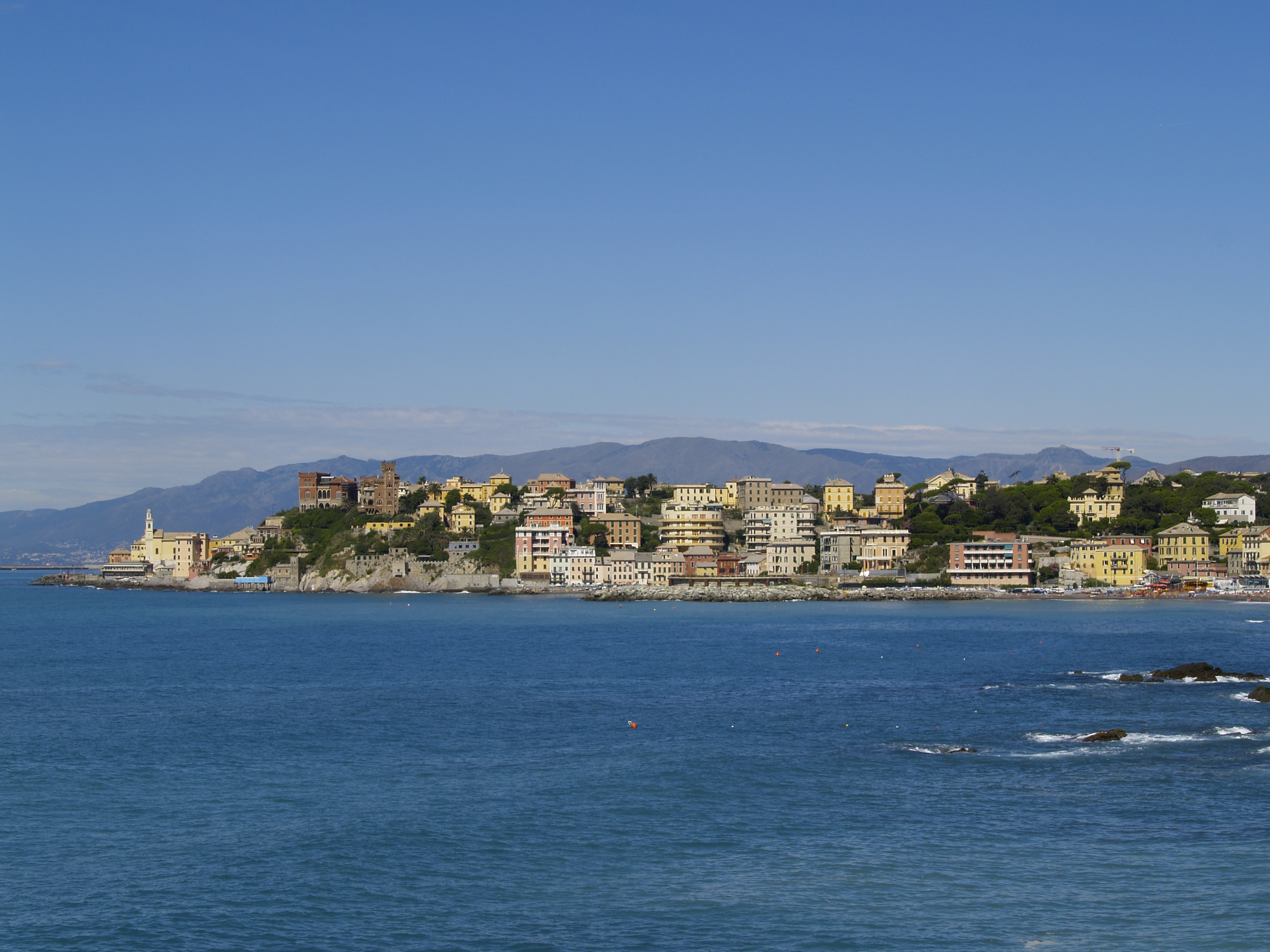
Il capo di Santa Chiara visto dallo scoglio di Quarto dei Mille

Via al Capo di Santa Chiara è la più orientale delle crêuze di Albaro e collega via Caprera con il borgo di Boccadasse, fiancheggiata da ville settecentesche. Al culmine del capo di Santa Chiara si trova un punto panoramico a picco sul mare dominato da due edifici del primo Novecento in stile medioevale, il castello Casareto e il castello Türcke, quest'ultimo opera del Coppedè.
Dopo la rettifica dei confini amministrativi, negli anni sessanta del Novecento, la via costituisce il limite tra Albaro e Sturla.

##### Altre crêuze
Altre crêuze storiche sono via Riboli, al limite di ponente del quartiere, dove nel 1980 le Brigate Rosse assassinarono il colonnello dei carabinieri Emanuele Tuttobene con il suo autista l'appuntato Antonino Casu, via San Vito, via Puggia, via Padre Giovanni Semeria (già via Montallegro), via Lavinia, nella zona di San Nazaro, via San Giuliano, via Capellini e via delle Castagne, nella zona di San Giuliano, e più a levante, l'asse formato da via Panigalli e via San Luca d'Albaro, che prende il nome da una storica chiesa oggi scomparsa.

## Società

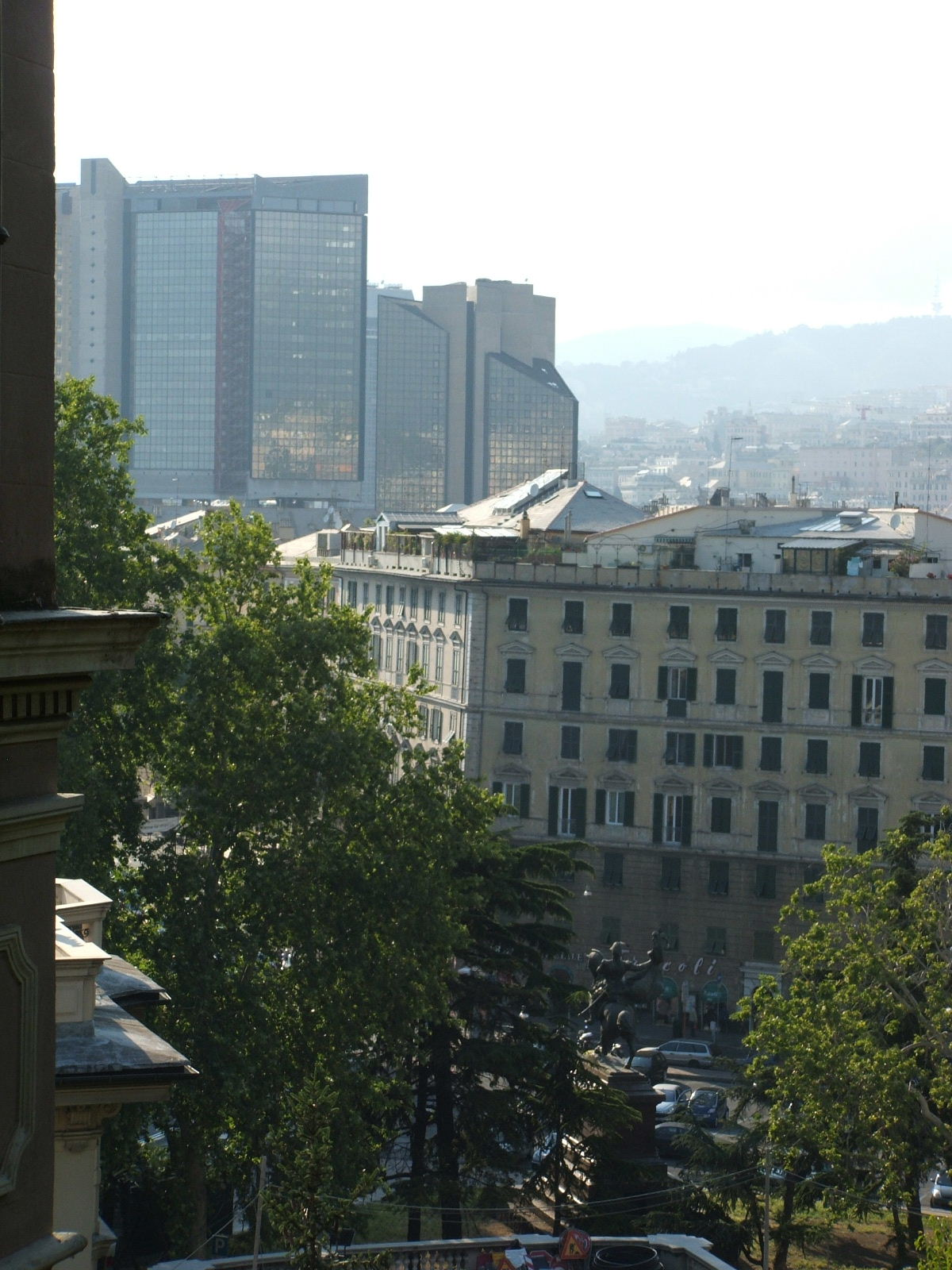
Vista su via Francesco Pozzo, piazza Tommaseo e, sullo sfondo, i grattacieli di Corte Lambruschini.

### Evoluzione demografica
Le quattro "unità urbanistiche" che formano la ex circoscrizione di San Francesco d'Albaro avevano complessivamente al 31 dicembre 2013 una popolazione di 28.963 abitanti.
Nel Cinquecento, il Giustiniani conta 144 case, delle quali solo 46 di contadini residenti, e le restanti appartenenti a ricchi cittadini. La crescita degli insediamenti patrizi, con la costruzione di grandi ville, nel tempo fece da volano per l'insediamento di nuovi residenti, anche se la presenza stessa delle ville con i loro fondi non consentì il formarsi di consistenti nuclei urbani. Il censimento del 1861 registra 5.556 abitanti, in costante aumento alle rilevazioni successive.
Con l'applicazione del piano regolatore del 1906 ha inizio una fase di espansione edilizia che porta ad un ulteriore incremento della popolazione che raggiunge progressivamente il suo massimo storico nel 1961, con 59.413 abitanti.
Dopo la rettifica dei confini amministrativi (come accennato le modifiche più consistenti furono il passaggio dell'area nella piana del Bisagno, compresa tra Borgo Pila e piazza Tommaseo, al quartiere delle Foce e del borgo di Vernazzola a Sturla - Quarto dei Mille), nel 1971 i residenti risultano 41.529. Inizia da allora un costante decremento, più accentuato negli anni settanta e ottanta, quando risulta superiore a quello medio del comune di Genova nel suo complesso, fino al censimento del 2001 che registra 30.304 abitanti, valore stabilizzato, sia pur con un lieve ulteriore calo, fino ad oggi.
Albaro è il quartiere di Genova con la più alta percentuale di laureati (29,8% della popolazione) ed il minore tasso di disoccupazione, mentre l'età media risultava, nel 2008, di 48,5 anni, di poco superiore a quella cittadina. Su questi ultimi fattori incide la destinazione del quartiere a residenza di classi benestanti, e come tale è percepito sia dai residenti che dal resto dei genovesi.

## Cultura
Byron lasciò Genova nel luglio del 1823, quando si imbarcò per unirsi ai patrioti greci insorti contro la dominazione turca, abbandonando anche Teresa, con la quale nel frattempo il rapporto si era logorato, e che non rivide mai più. Del suo soggiorno genovese rimangono alcune lettere scritte agli amici e al suo editore, senza però alcun accenno a Genova ed ai luoghi in cui visse in quei mesi, con la mente rivolta quasi esclusivamente all'organizzazione di quel suo ultimo viaggio.
Giuseppe Cesare Abba, nel suo libretto "Noterelle", scrisse:

### Istruzione
Il quartiere, oltre a diverse scuole primarie e secondarie di primo grado, pubbliche (tra cui la scuola Diaz nota per i fatti del G8 di Genova) e private, ospita il conservatorio, intitolato a Niccolò Paganini e due sedi dell'Università di Genova, la Scuola Politecnica e il complesso di Valletta Puggia.
- Università degli studi di Genova. La Scuola Politecnica (ex facoltà di Ingegneria) dell'Università di Genova ha sede nella villa Giustiniani Cambiaso, via Montallegro 1; il complesso di valletta Puggia (via Dodecaneso 31-33-35), costruito tra gli anni ottanta e novanta del Novecento, ospita i Dipartimenti di Chimica, Informatica, Matematica e Fisica.[83]
- Conservatorio Niccolò Paganini. Fu fondato nel 1830 come scuola di canto gratuita per la formazione di coristi per il teatro Carlo Felice, da poco inaugurato. Dalla prima sede nel centro storico la scuola fu trasferita nell'ex monastero delle Grazie; chiusa nel 1849 per difficoltà finanziarie la scuola fu acquistata e riaperta dal comune di Genova. Nel 1866 un nuovo trasloco, nel convento dei padri filippini di via Lomellini. Intitolato al celebre violinista dal 1904, nel 1930 venne parificato ai conservatori statali. L'allora "Liceo Musicale Niccolò Paganini" nel 1936 fu trasferito una prima volta in Albaro, nella villa Raggio[84], poi nell'immediato dopoguerra trovò temporaneamente ospitalità nel palazzo della Meridiana ed infine dal 1972 si trova nell'attuale sede di villa Sauli Bombrini Doria, in via Albaro 36. Dal 1974 è un conservatorio statale.[85][86]

## Geografia antropica

### Sottoquartieri

#### Boccadasse

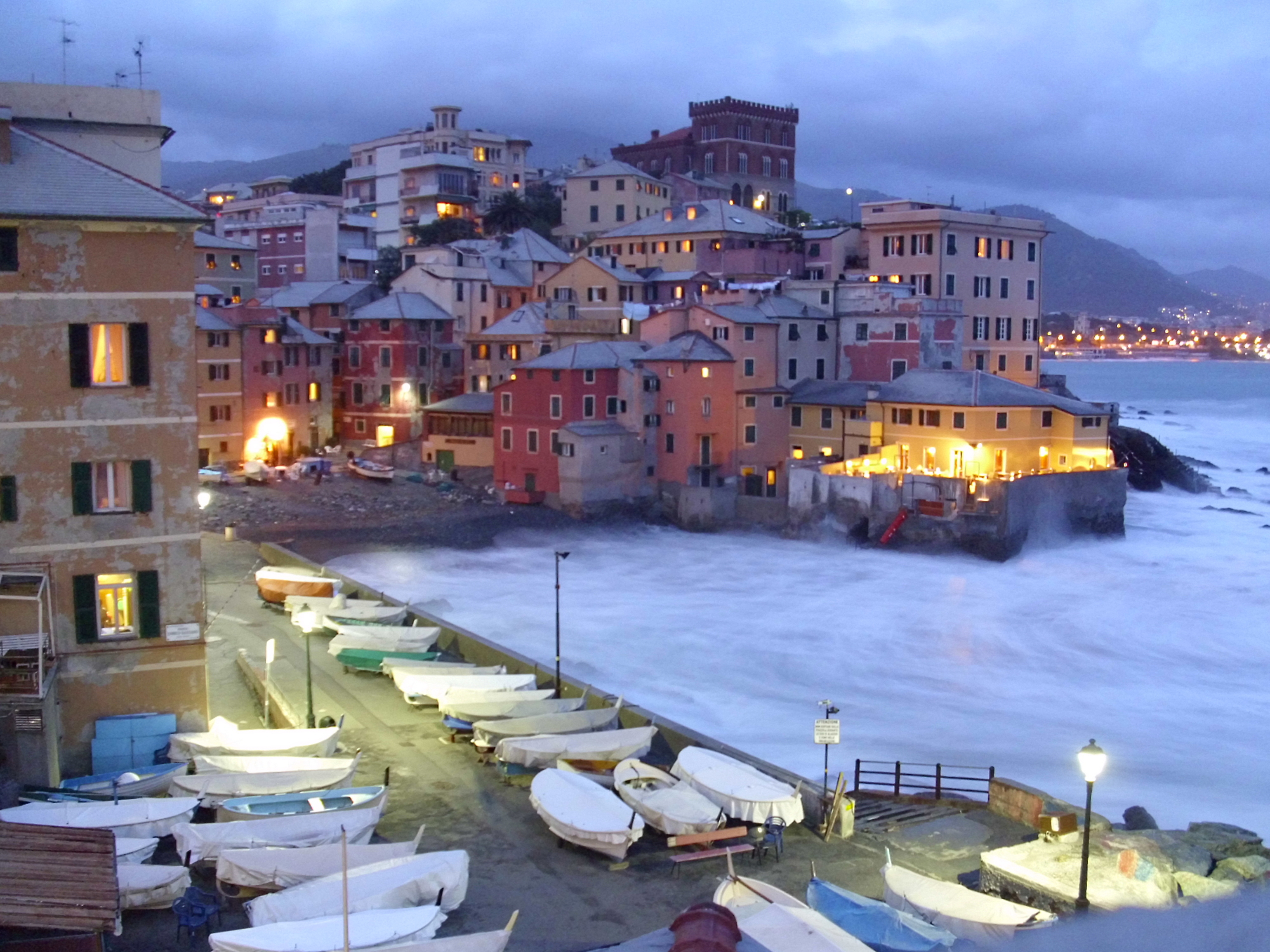
Veduta notturna del borgo di Boccadasse

Il borgo di Boccadasse, celebre frazione di Albaro, è compreso tra l'estremità orientale di corso Italia e il Capo di Santa Chiara; con le sue case dalle tinte pastello, addossate le une alle altre e strette attorno ad una piccola baia, anche se ormai circondato dal contesto cittadino, si è conservato pressoché immutato nel tempo, circostanza che ne ha fatto una delle più conosciute attrattive turistiche genovesi. Il borgo, fondato secondo una leggenda da naufraghi francesi intorno all'anno mille, per la struttura delle abitazioni, l'uso dei materiali, le tecniche costruttive e le scelte dei colori rappresenta un tipico esempio dell'edilizia tradizionale dei borghi marinari liguri.
L'aspetto paesaggistico del tratto di litorale compreso tra la chiesa di Sant'Antonio e il capo di Santa Chiara, caratterizzato da lunghi filari di scogli che si protendono nel mare dalla base dei promontori rocciosi, insieme con il grande valore storico dell'insediamento abitativo, fa di questo borgo uno dei luoghi più significativi della costa ligure.
Boccadasse e la vicina Vernazzola (Sturla) erano gli unici nuclei urbani compatti nella zona di Albaro e gli unici insediamenti in riva al mare; il borgo è sempre stato parte integrante del territorio di San Francesco d'Albaro, da cui dipendeva amministrativamente, sia come comune che come parrocchia.

## Infrastrutture e trasporti

### Strade urbane

#### Viabilità antica
Inizialmente la Via Aurelia, usata dal Medioevo sino all'epoca napoleonica, evitava la zona a mare passando per il colle di San Martino da dove scendeva a Sturla, tagliando completamente fuori la fascia costiera di Albaro, raggiungibile solo con strette crêuze che scendevano verso il mare. Con la rivoluzione viaria ottocentesca fu aperta la "strada Principale" o "strada Regia di Toscana", prosecuzione verso Genova della nuova via Aurelia, che nel 1808 aveva raggiunto Nervi da levante. La nuova strada, perpendicolare alle antiche crêuze, corrispondente alle attuali vie Albaro, Bocchella e Pisa, poneva fine all'isolamento della zona.
Un aspetto curioso della toponomastica delle antiche strade di Albaro sono i nomi ispirati all'antica mitologia greca e romana, in molti casi ancora esistenti come, per citarne alcuni, via Aurora, via Flora, via Lavinia e piazza Nettuno (la piazzetta del borgo di Boccadasse); altri nel tempo hanno cambiato denominazione, come via Olimpo (oggi via Francesco Pozzo) e via Minerva (corso Buenos Aires). Questi nomi furono attribuiti per volere dell'ultimo sindaco di San Francesco d'Albaro, appassionato cultore del mondo classico, poco prima dell'annessione del comune a Genova, nella seconda metà dell'Ottocento.

#### Viabilità moderna
Oggi diverse strade attraversano il quartiere sulla direttrice ponente-levante, anche se la principale arteria di attraversamento in questa direzione è costituita da corso Europa, che scorre più a monte, nel quartiere di San Martino. I principali percorsi urbani che interessano il quartiere, oltre all'antica "strada Principale", sono quelli dell'urbanizzazione del primo Novecento: corso Italia e l'asse intermedio formato dalle vie Rosselli, Righetti, Gobetti e De Gaspari.

### Autostrade
I caselli autostradali più vicini sono quelli di Genova Est e Genova Nervi, sull'autostrada A12, entrambi a circa 6 km da Albaro.

### Ferrovie
Albaro si trova a 2 km dalla stazione di Genova Brignole. Per i collegamenti locali con gli altri quartieri cittadini e i vari centri della riviera di Levante può essere utilizzata anche la Stazione di Genova Sturla, sulla linea Genova - Pisa, anch'essa a 2 km dal centro di Albaro, nella quale fermano esclusivamente treni regionali e metropolitani.

### Mobilità urbana
Albaro è collegato con il centro di Genova e gli altri quartieri del levante da diverse linee di autobus urbani dell'AMT (linee 15, 31, 36, 42, 43 e 45, serali 606, 607 e 641, notturna N2).

## Sport

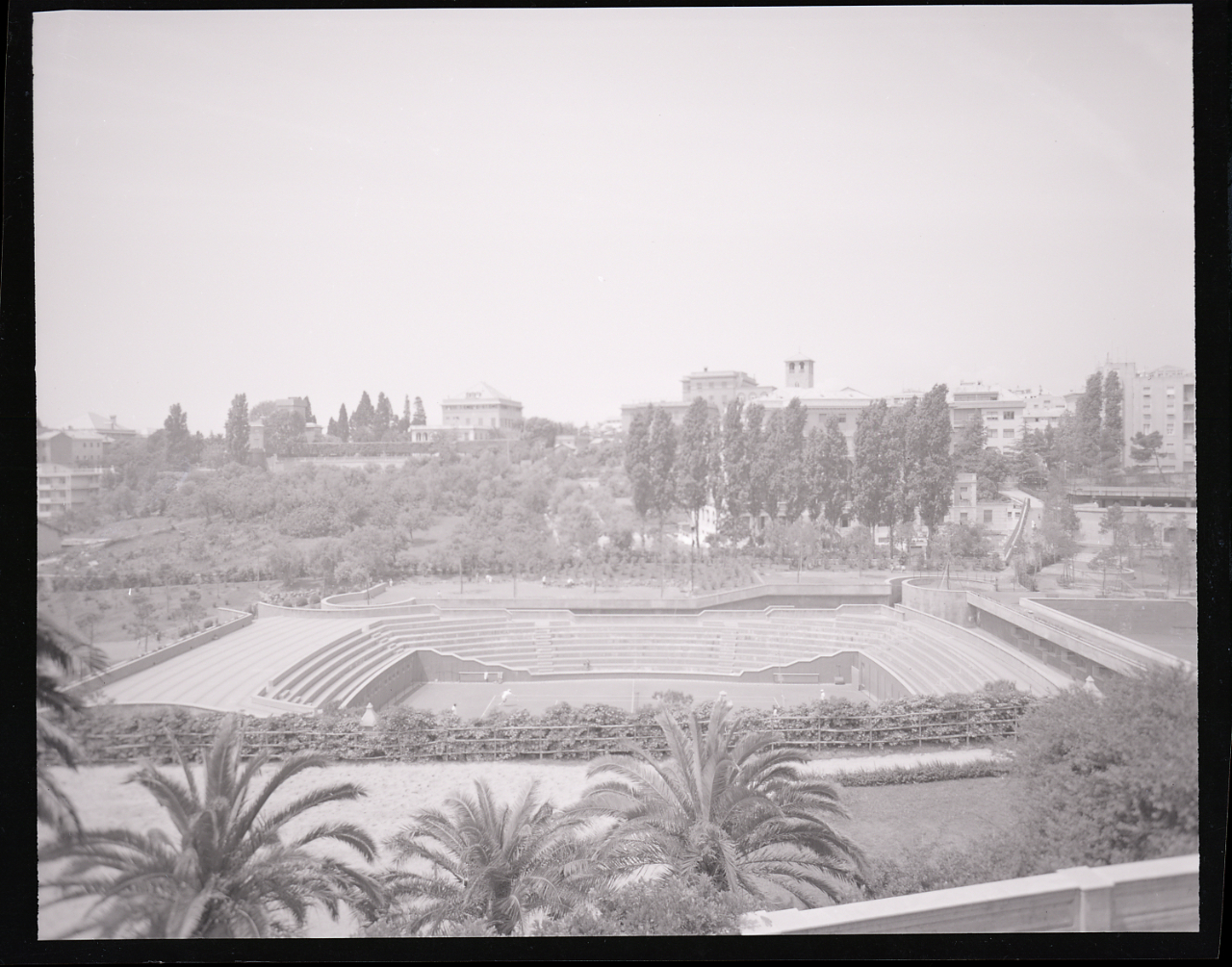
Lo stadio del tennis intitolato a Beppe Croce in un'immagine del 1963 di Paolo Monti

### Impianti sportivi
- Stadio del Nuoto, realizzato nel corso degli anni trenta del Novecento su progetto dell'ingnere Paride Contri. Aperto nel 1935, è stato completamente ristrutturato a partire dal 2006 e riaperto nel 2008.
- Stadio Beppe Croce (Valletta Cambiaso). All'interno dei giardini pubblici intitolati a Carlo Alberto dalla Chiesa, nei pressi di piazza Leopardi, si trova il principale stadio da tennis della città, il complesso di Valletta Cambiaso, con cinque campi, tra i quali lo stadio intitolato a Beppe Croce nonno di Andrea Giuseppe "Beppe" Croce[90] (capienza 1 920)[91]; da settembre 2003 vi si disputa annualmente il "Genoa Open Challenger", torneo tennistico internazionale con un montepremi di 100 000 dollari.[92]

### Società sportive

#### Calcio
La squadra di calcio del quartiere è l'Athletic Club Albaro, che milita nel campionato di Eccellenza Liguria. La società ha recuperato nel 2020 la denominazione nata nel 1983 tra due società della zona, l'U.S. Albaro e l'Athletic Club Pio X. La società è impegnata soprattutto nella promozione dell'attività giovanile, con 400 atleti tesserati e l'organizzazione di tornei rivolti ai più piccoli. Sia la squadra maggiore che le molte squadre giovanili disputano le loro partite su vari campi siti nella vicina Quarto.

#### Nuoto
Presso le piscine di Albaro ha sede la società sportiva Nuotatori Genovesi, fondata nel 1973 ed attiva per oltre dieci anni nella piscina del Nuovo Lido. Dal 1985 per un lungo periodo non ha svolto attività agonistica, iniziando nuovamente dal 2006, con la riapertura delle piscine.

#### Pallanuoto
Dal 2013 Albaro è rappresentata nella pallanuoto dalla squadra Albaro Nervi che ha preso il posto della Sportiva Nervi, fallita nell'ottobre di quell'anno. Dopo due stagioni in serie A1, dal 2016 la squadra maschile milita nella serie B, quella femminile milita anch'essa in B. La società disputa le partite interne nello Stadio del Nuoto di Albaro fino al 2016. Dopo la retrocessione in Serie B, la squadra utilizza il Crocera Stadium a Sampierdarena.

### Ciclismo
Nel 1955 e nel 1956 Albaro è stata sede di arrivo di tappa del Giro d'Italia, in entrambe le occasioni si trattava di frazioni a cronometro per squadre.

### Tennis
Ha sede nel quartiere il Park Tennis Club, nato nel 1929.